# Entrepierres
Entrepierres est une commune française, située dans le département des Alpes-de-Haute-Provence en région Provence-Alpes-Côte d'Azur. Son nom fait référence à sa géographie montagneuse, au bord de la Durance, entre Gap et Digne-les-Bains. Grande commune par sa taille (près de 48 km2), résultat de la fusion de trois communes, elle est petite par sa population. Comme beaucoup de communes alentour, elle a connu un exode rural important, et reste aujourd'hui axée sur des activités rurales : agriculture (dont l'agneau de Sisteron), tourisme notamment randonnées.
Le nom de ses habitants est Entrepierrois.

## Géographie

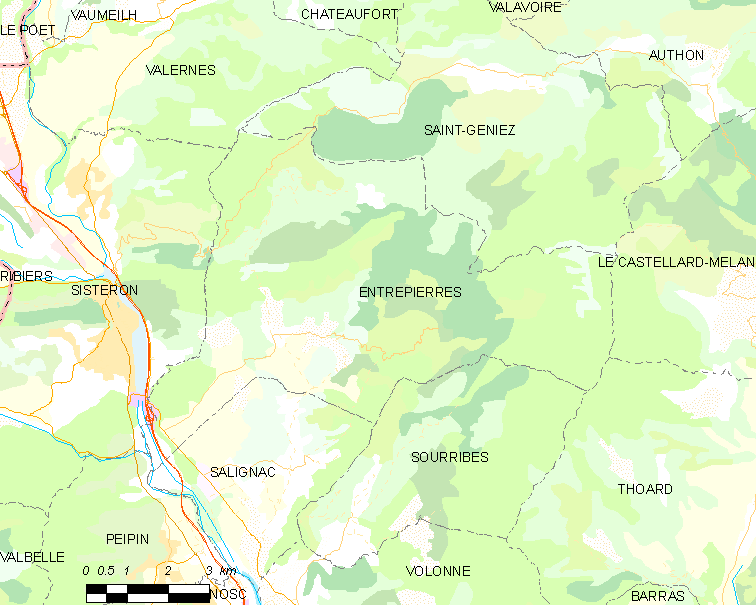
Entrepierres et les communes voisines (Cliquez sur la carte pour accéder à une grande carte avec la légende).

La commune se trouve au nord des Alpes-de-Haute-Provence.

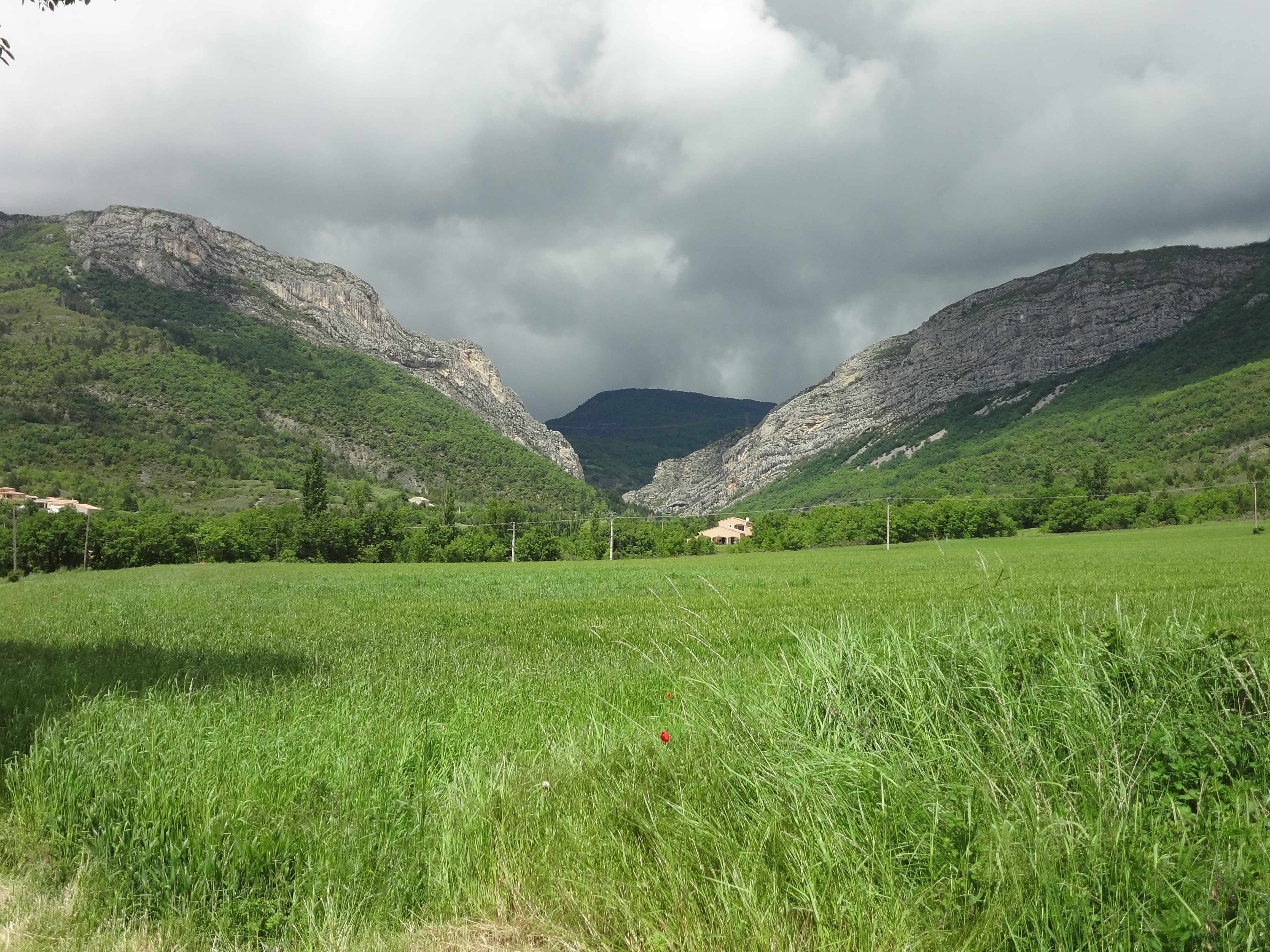
Le site qui donne son nom à la commune.

| Valernes | Saint-Geniez        |                     |
| Sisteron | Entrepierres        | Le Castellard-Mélan |
| Peipin   | Salignac, Sourribes | Thoard              |

### Géologie

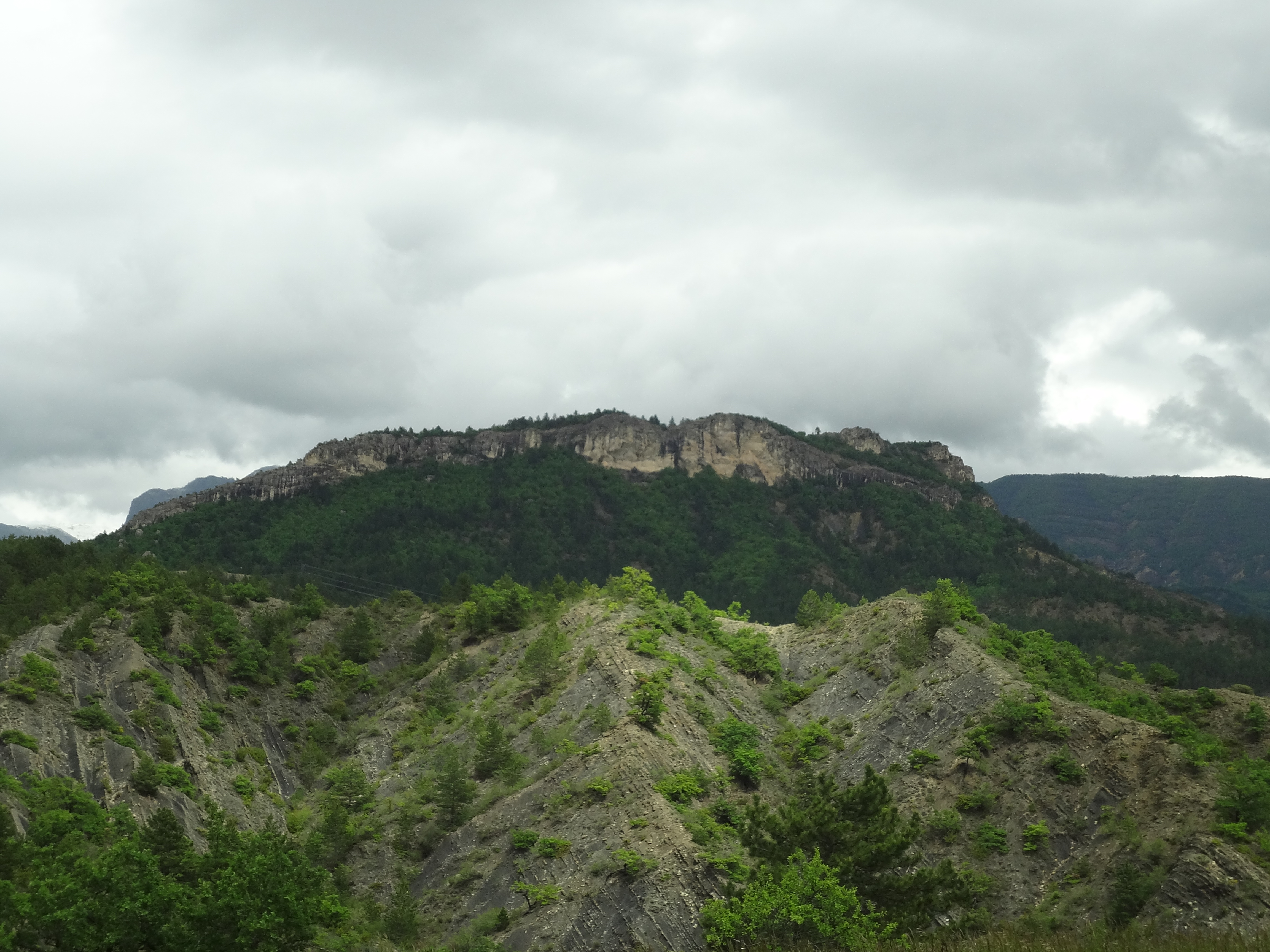
La commune porte aussi des zones de robines.

Le territoire se situe sur des formations calcaires provençales du Jurassique supérieur et du Crétacé inférieur (roches sédimentaires issues d'un ancien océan alpin), entre trois formations géologiques majeures des Alpes :
- la nappe de Digne à l'est[3], au niveau du lobe de Valavoire[4] : il s'agit d'une nappe de charriage, c'est-à-dire d'une dalle épaisse de près de 5 000 m qui s'est déplacée vers le sud-ouest durant l'Oligocène et la fin de la formation des Alpes. Les lobes (ou écailles) correspondent à la bordure découpée à l'ouest de la nappe ;
- la faille de la Durance au sud-ouest, dans la vallée ;
- le Plateau de Valensole au sud : bassin molassique du Miocène et du Pliocène composé de roches sédimentaires détritiques (dépôts liés à l'érosion des montagnes apparues à l'Oligocène).

Une mine de plomb qui était exploitée est aujourd'hui abandonnée. On note également la présence d'une ancienne carrière.

### Hydrographie

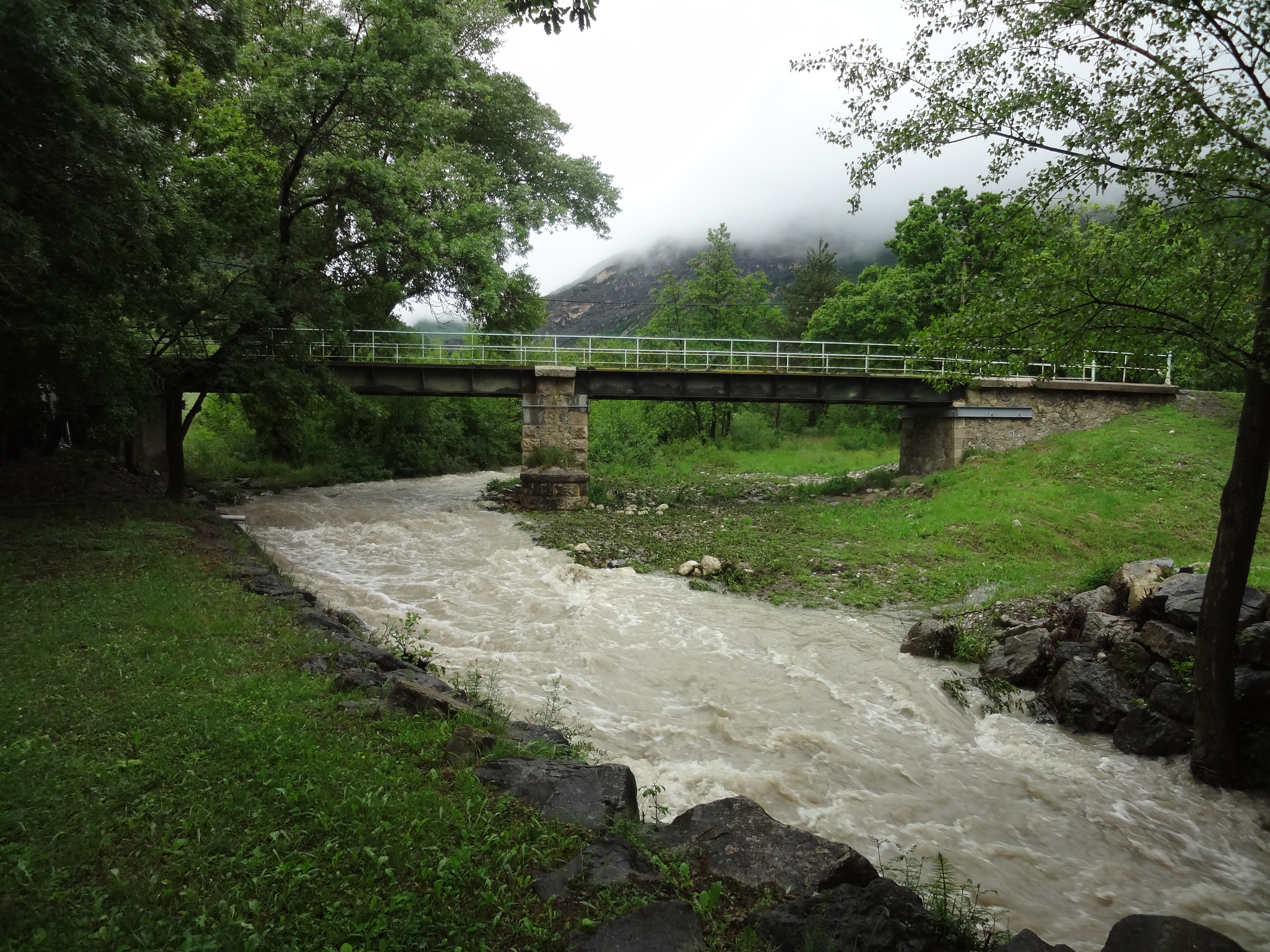
Le Riou de Jabron en crue.

Le territoire communal est traversé par les rivières du Riou de Jabron et du Vanson (ou Vançon), affluents de la Durance. Ces deux rivières ont un régime torrentiel montagnard.

### Topographie

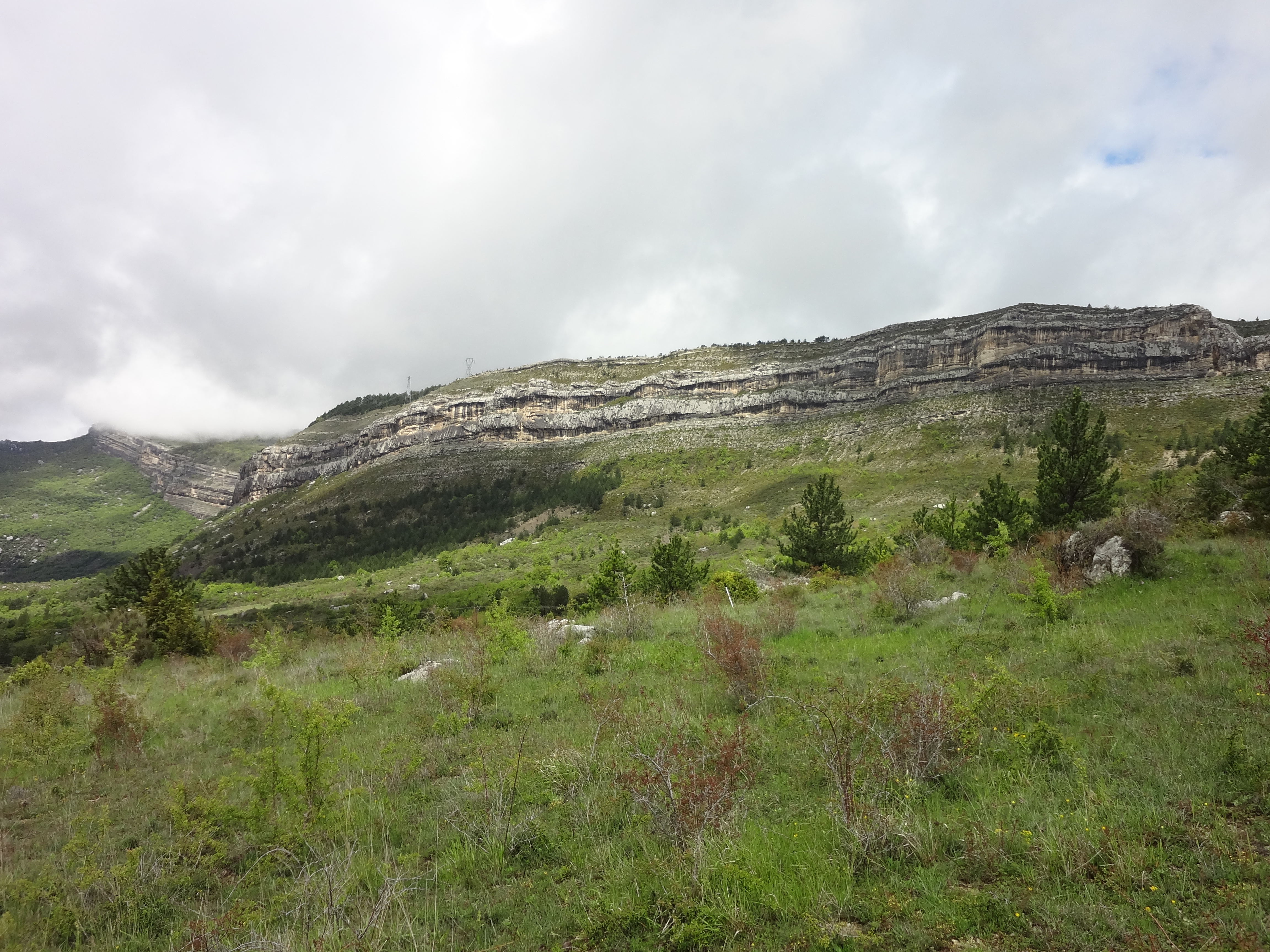
Barre rocheuse en limite nord de la commune.

Le village d’Entrepierres est situé à 600 m d’altitude.
La Montagne de la Baume se situe à l'ouest, les rochers de Saint-Michel dans la partie est (sommet à 1 246 mètres), la colline de Saint-Joseph en limite est (1 438 mètres), la montagne de Briasc (sommet à 695 mètres) au sud-ouest, et la montagne de Gache culmine à 1 357 mètres au nord de la limite communale. Les gorges des Charenches ont été creusées en limite sud-est par le Vançon, qui coule vers le sud.

### Environnement
La commune compte 2 339 ha de bois et forêts, soit près de la moitié de sa superficie.

### Transports
La commune est située dans la partie nord des Préalpes de Digne, immédiatement à l'est de Sisteron et au nord-ouest de Digne-les-Bains.

Ponts et routes d’Entrepierres.
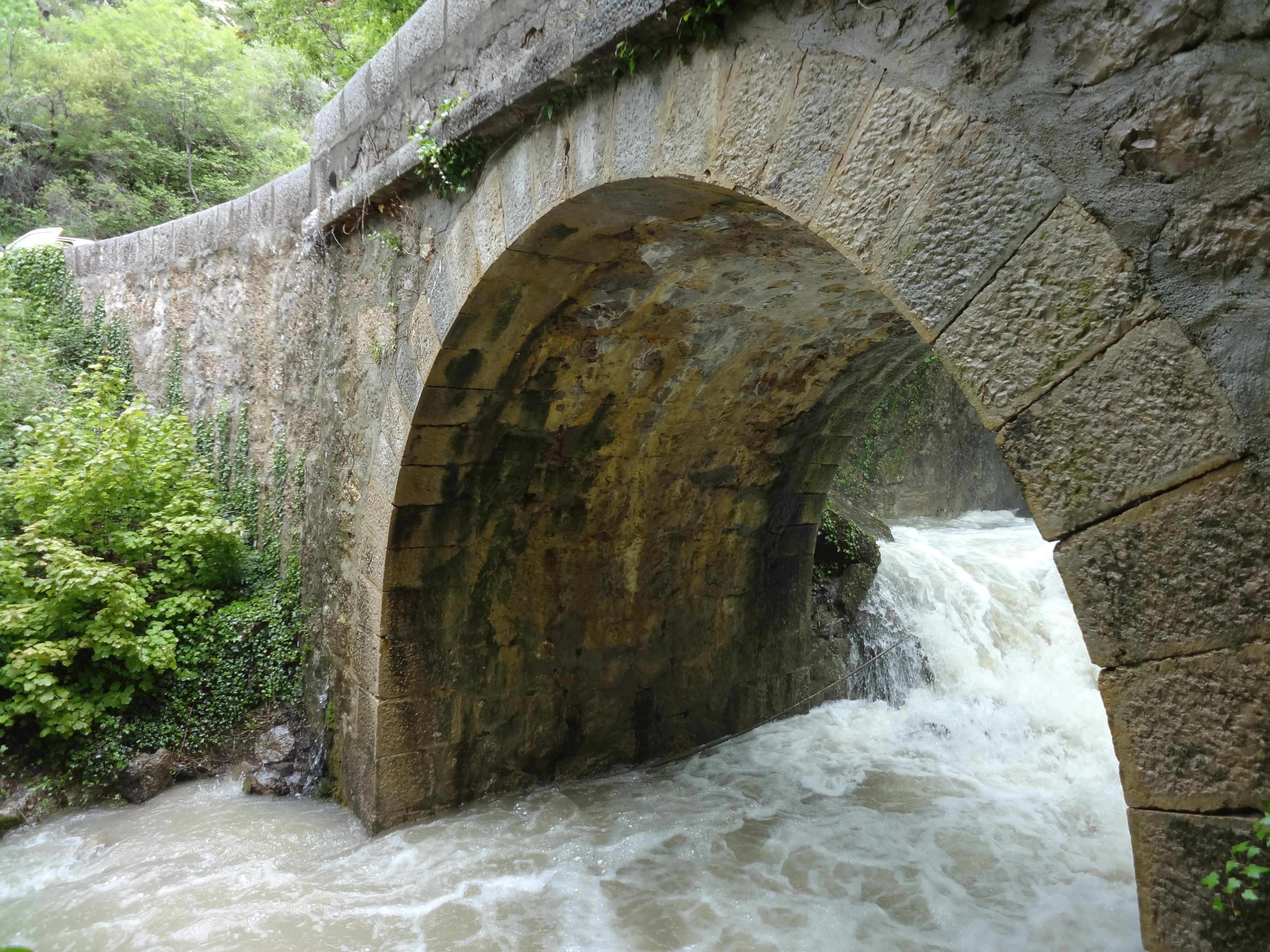
Pont voûté en pierre de la RD 753 au hameau des Andrieux, sur le Riou de Jabron en crue.
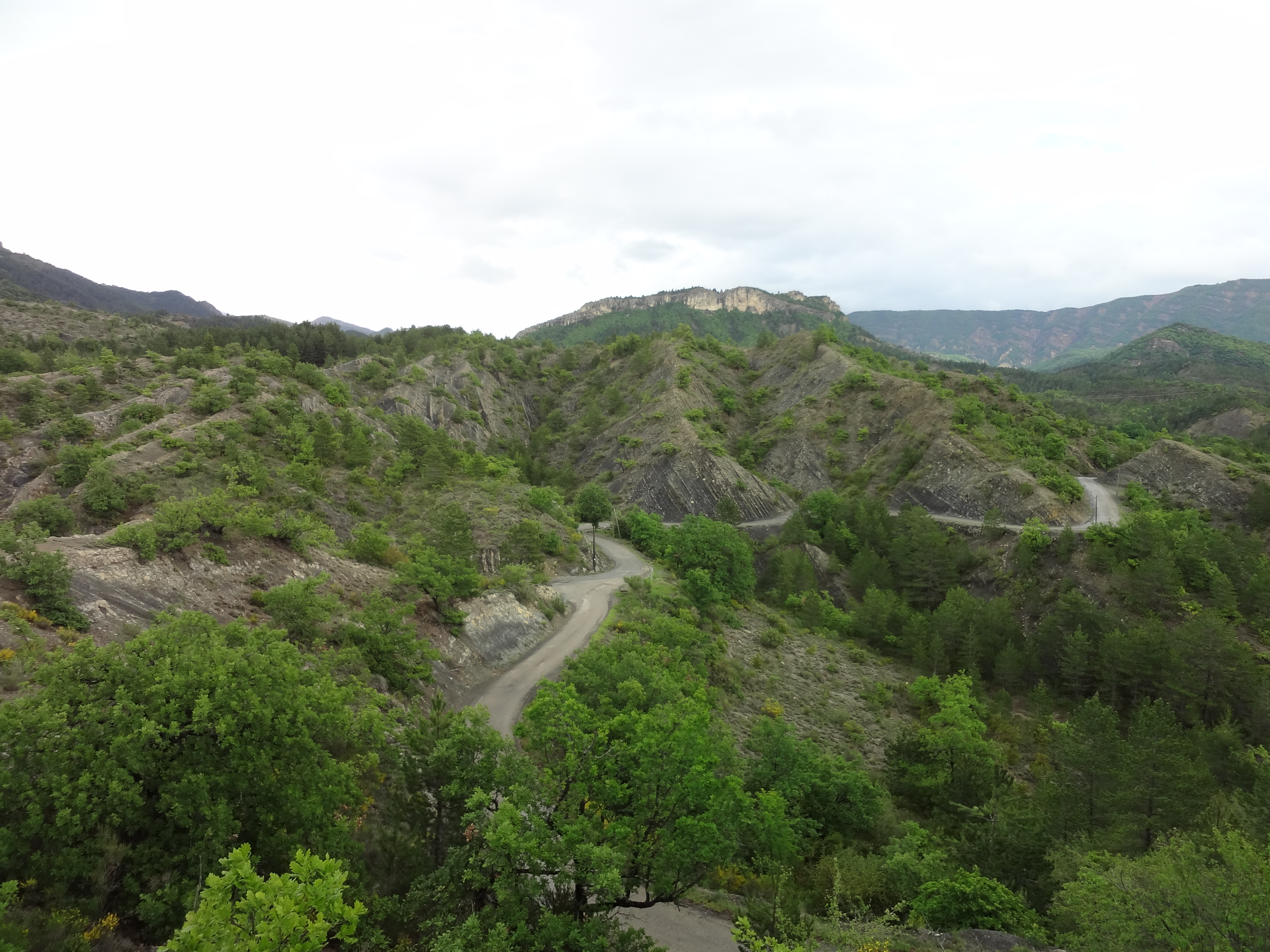
La RD 17 serpentant à proximité de Vilhosc.
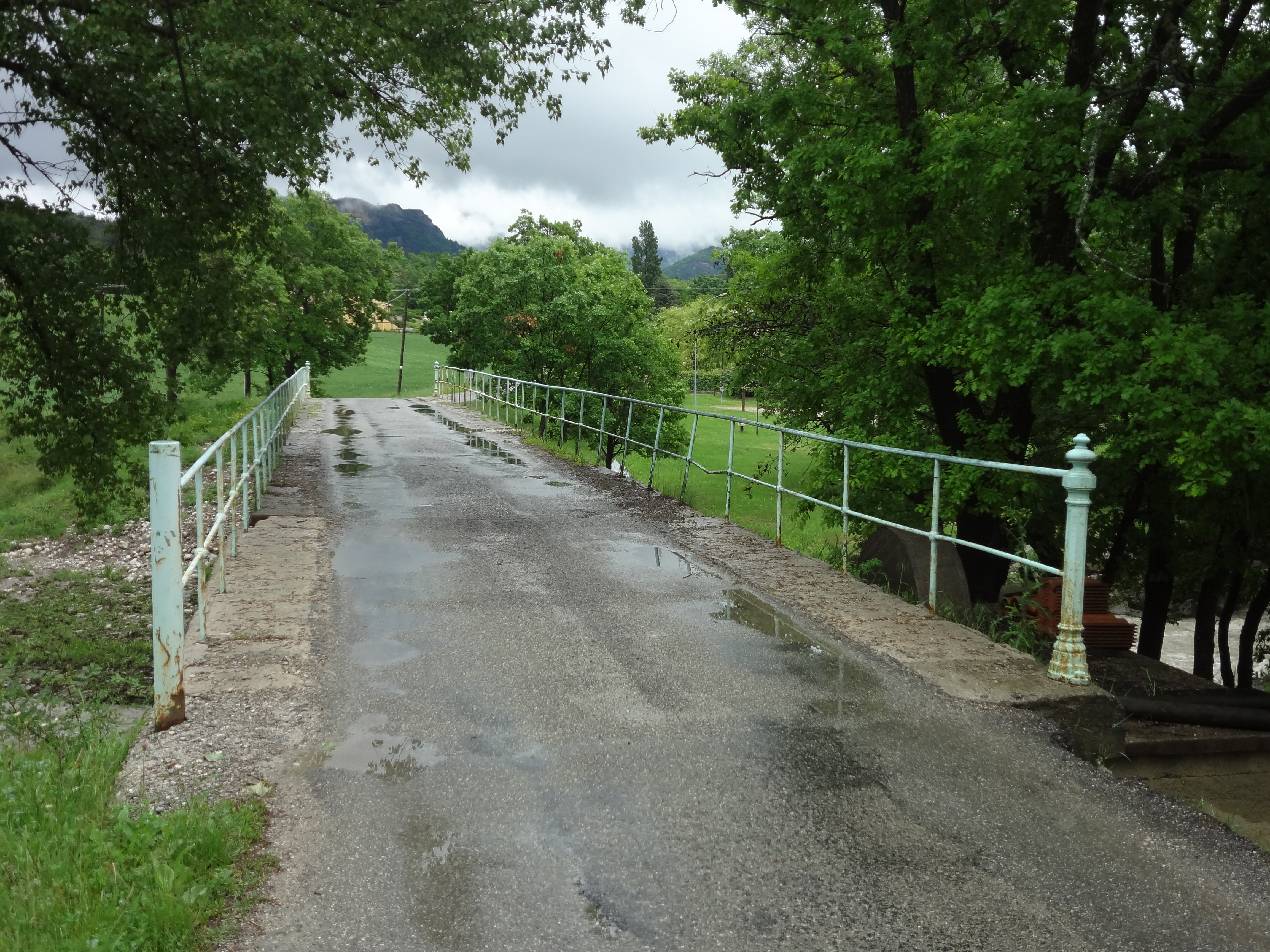
Pont à rambarde en fer forgé aux extrémités en forme de balustres.

L'autoroute A 51 passe en limite sud-ouest de la commune, la station de péage de la sortie 22 se trouvant dans la commune d’Entrepierres. Elle relie Gap au nord à Aix-en-Provence au sud. Les départementales 3, 17 et 217 maillent la commune. À l'est, la RD 217 passe sur le pont de la Reine Jeanne. Le GR 6 (GR de Pays de la grande traversée des Préalpes, qui traverse la France jusqu'en Aquitaine) traverse la partie ouest de la commune et longe la limite est.
Une gare ferroviaire desservie par les TER (Marseille-Briançon) se situe à Sisteron, ainsi qu'une gare routière.
L'aérodrome de Sisteron-Vaumeilh se situe à quelques kilomètres au nord, sur la commune de Vaumeilh.

### Villages, hameaux et écarts

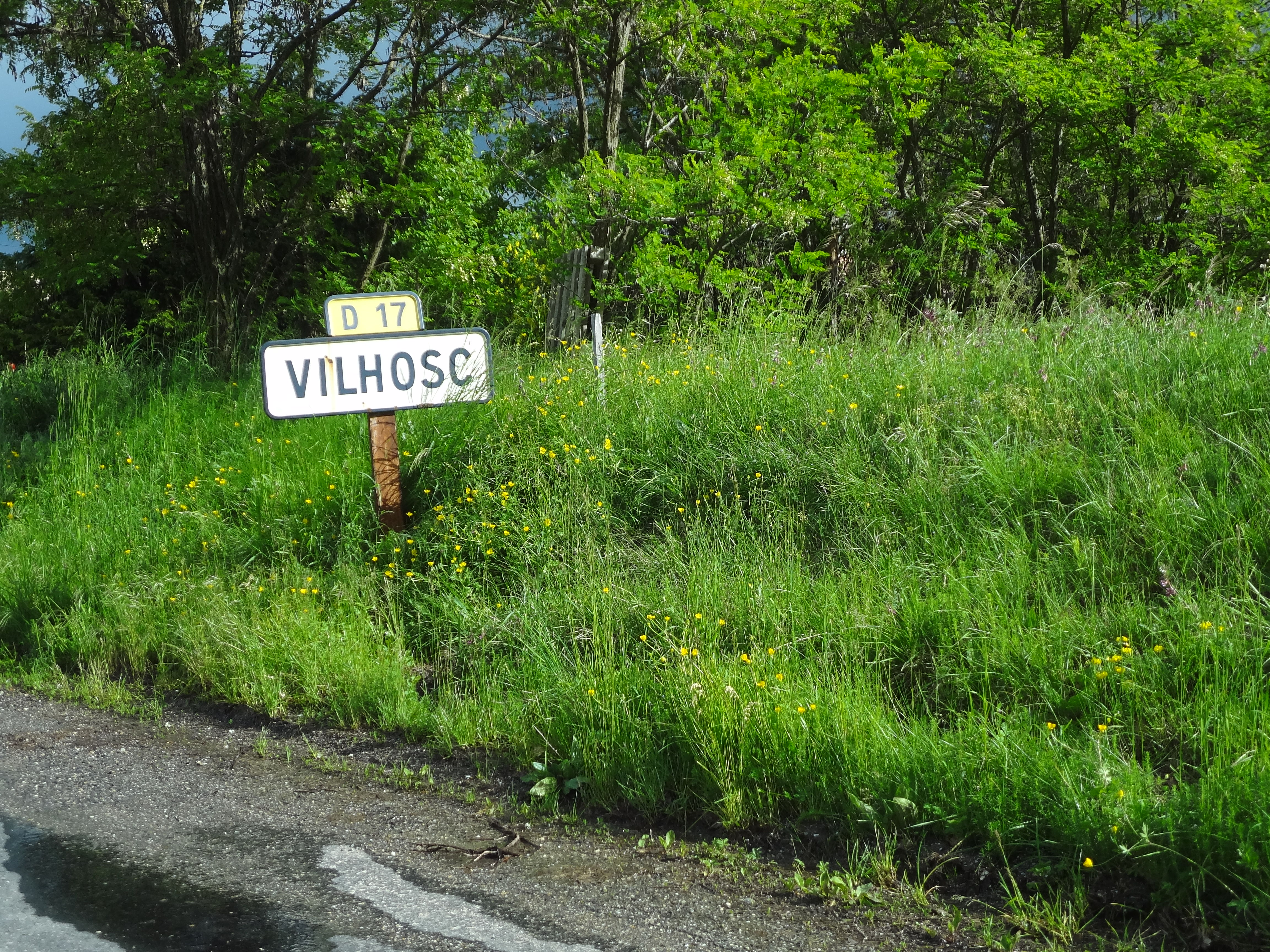
L’entrée dans l’ancienne commune de Vilhosc est encore signalée.

Parmi les hameaux, on compte à proximité de la D 17 Briasc, Montuery, Vilhosc (ancienne commune), Saint-Symphorien (village ruiné), au nord près de la D3 les Meuniers, Mezien et à l'est les Naux.

### Climat
Pour des articles plus généraux, voir Climat de Provence-Alpes-Côte d'Azur et Climat des Alpes-de-Haute-Provence.
En 2010, le climat de la commune est de type climat méditerranéen altéré, selon une étude du Centre national de la recherche scientifique s'appuyant sur une série de données couvrant la période 1971-2000. En 2020, Météo-France publie une typologie des climats de la France métropolitaine dans laquelle la commune est exposée à un climat de montagne ou de marges de montagne et est dans la région climatique Alpes du sud, caractérisée par une pluviométrie annuelle de 850 à 1 000 mm, minimale en été.
Pour la période 1971-2000, la température annuelle moyenne est de 10,5 °C, avec une amplitude thermique annuelle de 17,1 °C. Le cumul annuel moyen de précipitations est de 883 mm, avec 6,7 jours de précipitations en janvier et 4,5 jours en juillet. Pour la période 1991-2020, la température moyenne annuelle observée sur la station météorologique de Météo-France la plus proche, « Sisteron », sur la commune de Sisteron à 4 km à vol d'oiseau, est de 12,1 °C et le cumul annuel moyen de précipitations est de 835,0 mm. 
La température maximale relevée sur cette station est de 41 °C, atteinte le 28 juin 2019 ; la température minimale est de −18 °C, atteinte le 12 janvier 2010,,.
Les paramètres climatiques de la commune ont été estimés pour le milieu du siècle (2041-2070) selon différents scénarios d'émission de gaz à effet de serre à partir des nouvelles projections climatiques de référence DRIAS-2020. Ils sont consultables sur un site dédié publié par Météo-France en novembre 2022.

### Risques naturels et technologiques

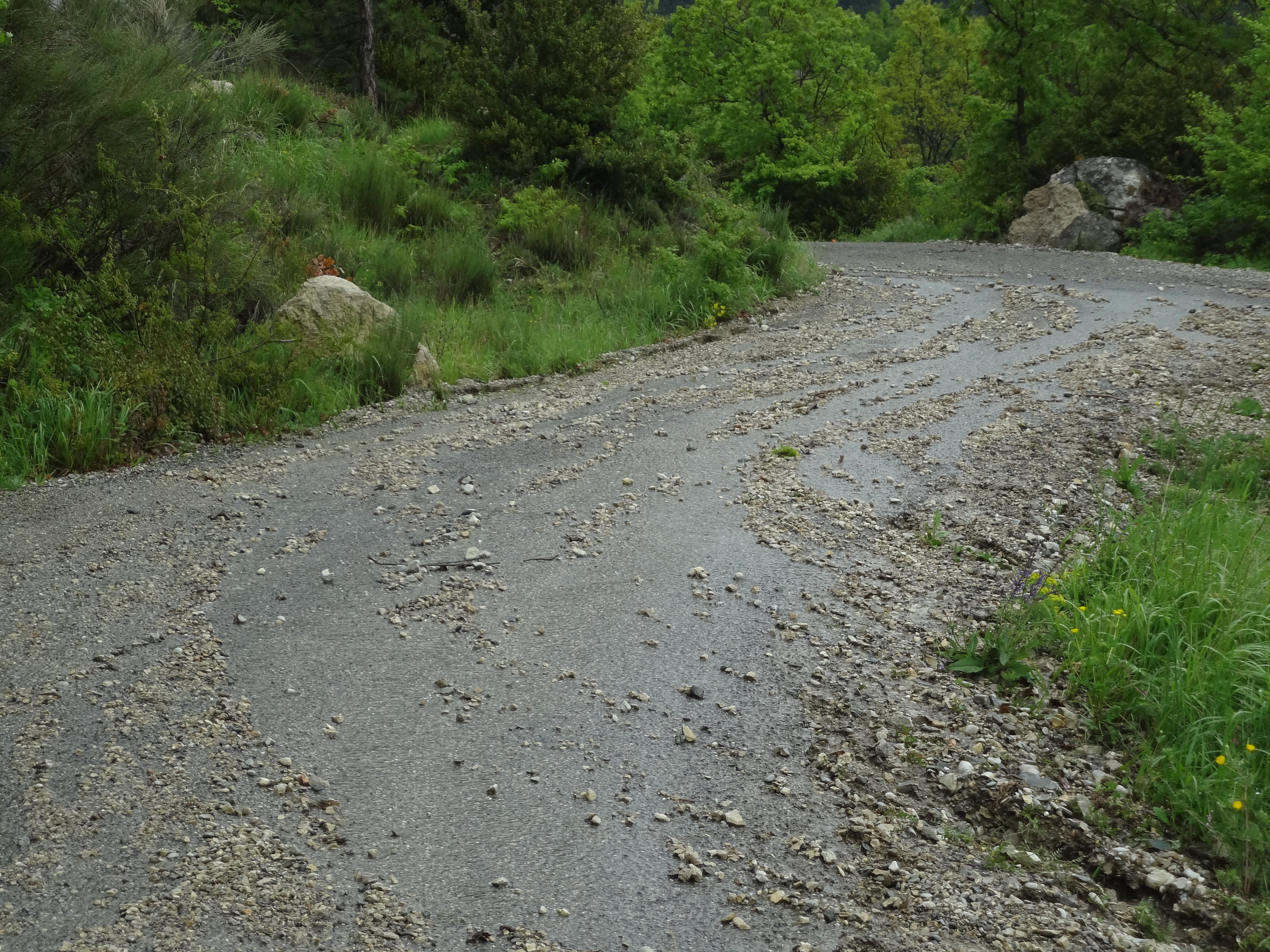
Le climat montagnard perturbe souvent la circulation routière : ici une route engravée par des pluies abondantes.

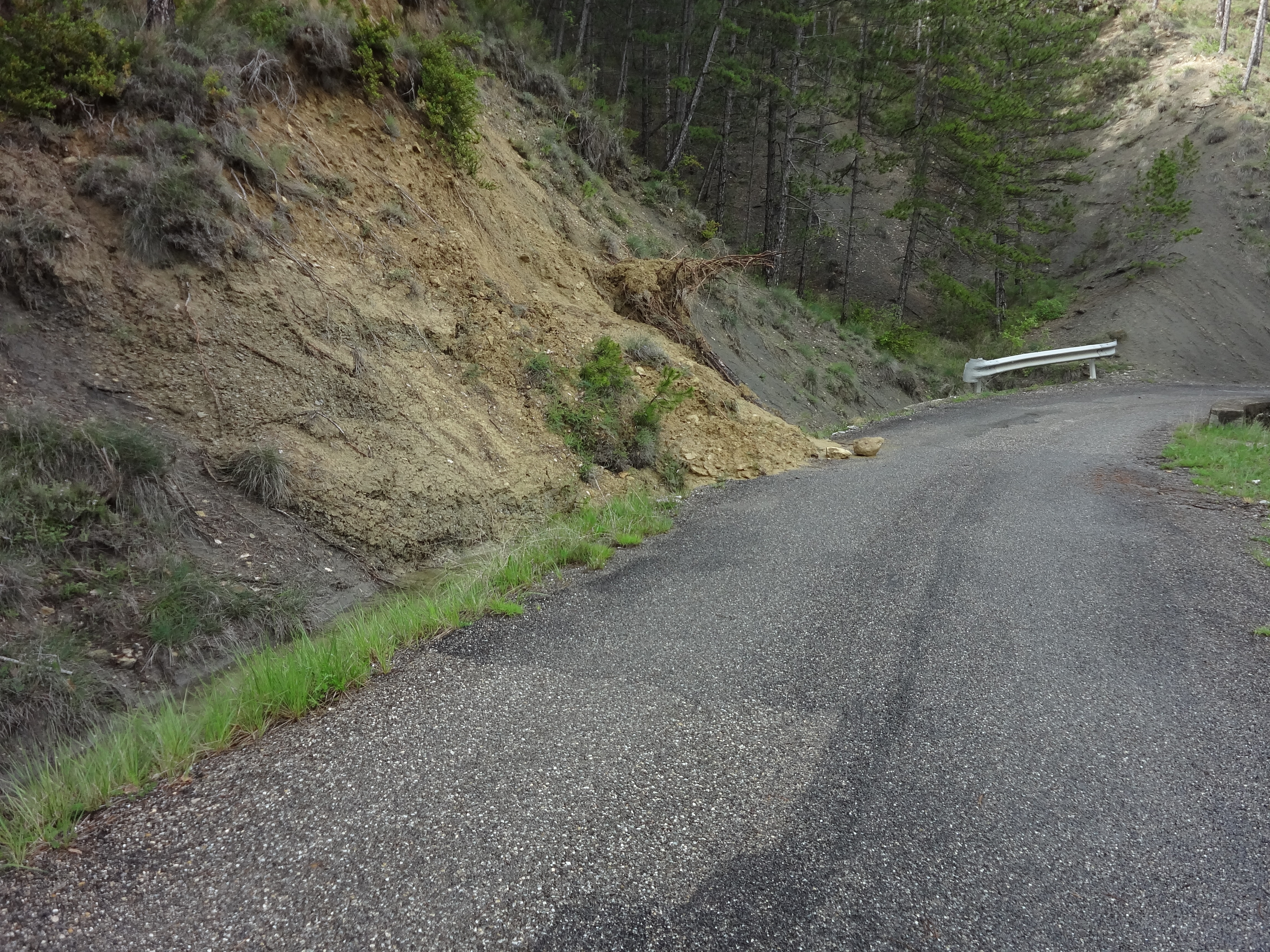
Ici, éboulement ayant entraîné un arbre sur la RD 17.

Aucune des 200 communes du département n'est en zone de risque sismique nul. Le canton de Sisteron auquel appartient Entrepierres est en zone 1b (sismicité faible) selon la classification déterministe de 1991, basée sur les séismes historiques, et en zone 4 (risque moyen) selon la classification probabiliste EC8 de 2011. La commune d’Entrepierres est également exposée à trois autres risques naturels :
- feu de forêt ;
- inondation (notamment dans les vallées de la Durance et de son affluent le riou de Jabron) ;
- mouvement de terrain.

La commune d’Entrepierres est également exposée à deux risques d’origine technologique :
- le risque transport de matières dangereuses : la commune est traversée par l’autoroute A51 qui peut être empruntée par les véhicules transportant des matières dangereuses[18]. Il s’agit essentiellement de transport de matières premières à destination ou de produits finis sortant des usines Arkema de Château-Arnoux-Saint-Auban et Sanofi-Chimie de Sisteron[19] ;
- celui de rupture de barrage[20]. En cas de rupture du barrage de Serre-Ponçon, la partie de la commune située en bordure de la Durance serait menacée par l’onde de submersion[21].

Il n’existe pas de plan de prévention des risques naturels prévisibles (PPR) pour la commune, mais un plan des surfaces submersibles a été conçu en 1961 ; le Dicrim n’existe pas non plus.
La commune a été l’objet de plusieurs arrêtés de catastrophe naturelle, pour des inondations et des coulées de boue en 1994, et pour des mouvements de terrain liés à la sécheresse en 1989 et 1997. Les tremblements de terre ressentis à Entrepierres le sont en général de manière très atténuée.

## Urbanisme

### Typologie
Au 1er janvier 2024, Entrepierres est catégorisée commune rurale à habitat dispersé, selon la nouvelle grille communale de densité à 7 niveaux définie par l'Insee en 2022.
Elle est située hors unité urbaine. Par ailleurs la commune fait partie de l'aire d'attraction de Sisteron, dont elle est une commune de la couronne,. Cette aire, qui regroupe 21 communes, est catégorisée dans les aires de moins de 50 000 habitants,.

### Occupation des sols
L'occupation des sols de la commune, telle qu'elle ressort de la base de données européenne d’occupation biophysique des sols Corine Land Cover (CLC), est marquée par l'importance des forêts et milieux semi-naturels (87,2 % en 2018), en diminution par rapport à 1990 (88,2 %). La répartition détaillée en 2018 est la suivante :
forêts (55,8 %), milieux à végétation arbustive et/ou herbacée (26,8 %), terres arables (7,2 %), zones agricoles hétérogènes (5,2 %), espaces ouverts, sans ou avec peu de végétation (4,6 %), zones industrielles ou commerciales et réseaux de communication (0,2 %), cultures permanentes (0,2 %).
L'évolution de l’occupation des sols de la commune et de ses infrastructures peut être observée sur les différentes représentations cartographiques du territoire : la carte de Cassini (XVIIIe siècle), la carte d'état-major (1820-1866) et les cartes ou photos aériennes de l'IGN pour la période actuelle (1950 à aujourd'hui).

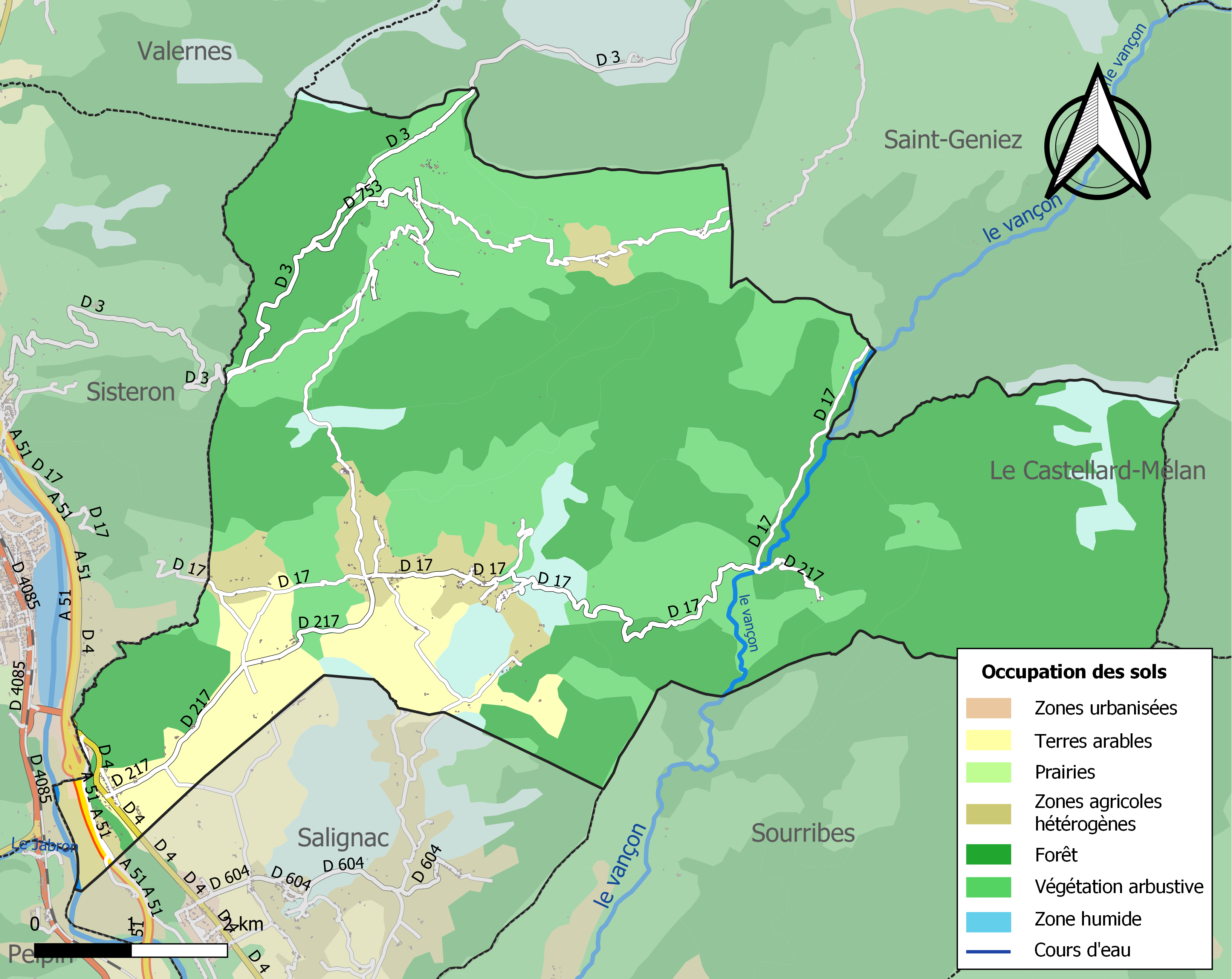
Carte de l'occupation des sols de la commune en 2018 (CLC).

## Toponymie

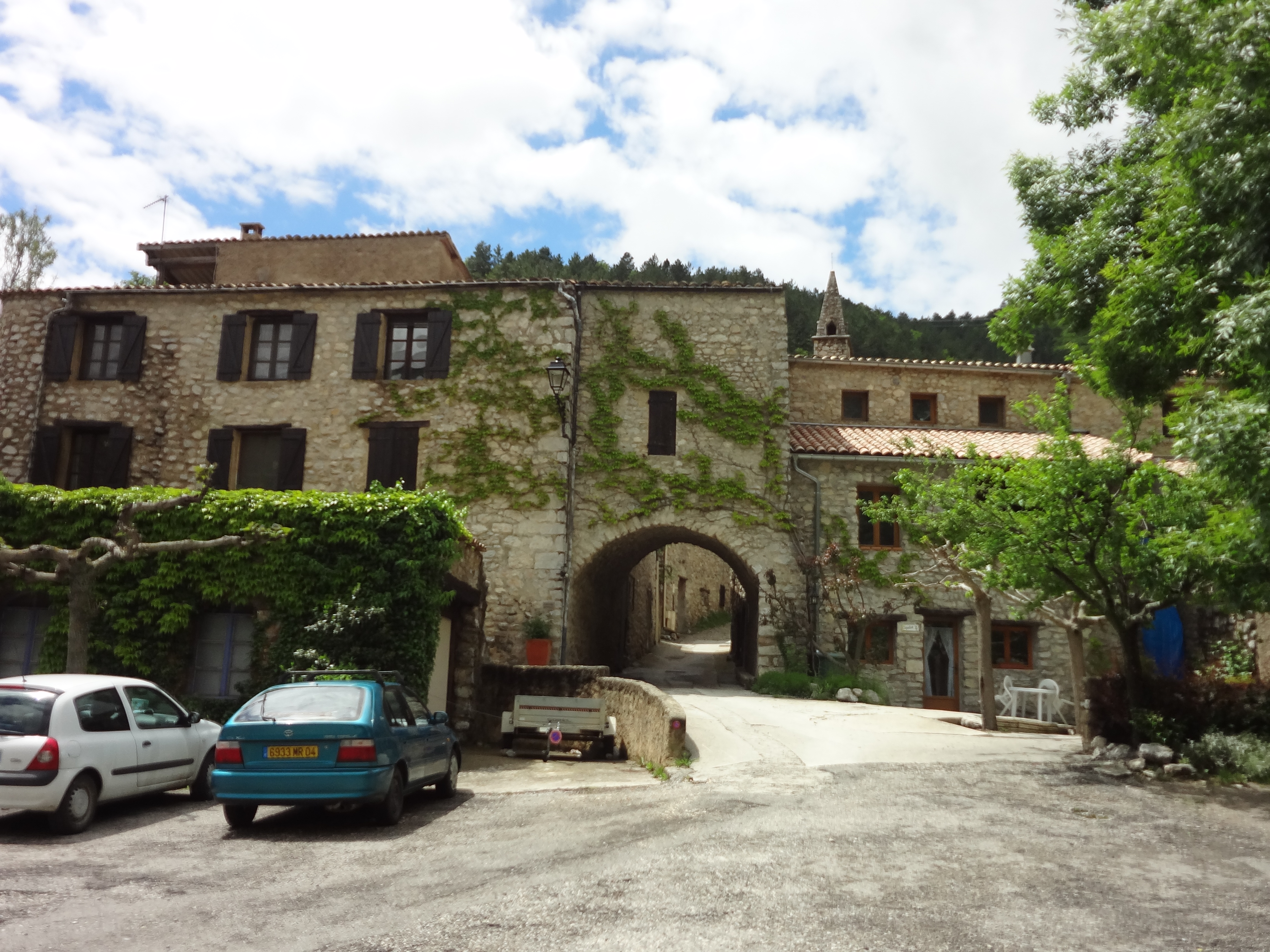
Entrée voûtée du village d’Entrepierres (2013).

La Baume du Trou de l’Argent, en limite de commune de Sisteron, sous la crête de Beaudouze, a changé de nom récemment (auparavant, on l’appelait Baume Rolland), à cause des découvertes de monnaies antiques. Le nom de la commune est formé de l’occitan inter (entre) et pèira (pierre), entre les rochers.
Le nom de Vilhosc est formé sur le nom de personne romain Villius, augmenté du suffixe gaulois -osc.

## Histoire

### Antiquité
Dans l’Antiquité, le territoire des trois communes de Vilhosc, Saint-Symphorien et Entrepierres était partagé entre les Sogiontiques (Sogiontii), dans la vallée de la Durance, et les Bodiontiques, dans celle de la Bléone. Les Sogiontiques sont fédérés aux Voconces, et après la conquête romaine, ils sont rattachés avec eux à la province romaine de Narbonnaise. Au IIe siècle, ils sont détachés des Voconces et forment une civitas distincte, avec pour capitale Segustero (Sisteron).
Au Moyen Âge, les trois communautés relevaient de la viguerie de Forcalquier.

### Entrepierres
La Baume du Trou de l’Argent, en limite de commune de Sisteron, sous la crête de Beaudouze, a été occupée à l’époque néolithique.
La localité apparaît pour la première fois dans les chartes en 1040 (Inter Petras). Le fief d’Entrepierres était morcelé entre de nombreuses familles nobles. L’église Saint-Geniez dépend d’abord de l’abbaye Saint-Victor de Marseille.
Pendant les guerres de religion, le monastère de Saint-Puech (actuel hameau de Saint-Puy), situé sur la terrasse dominant la Durance, est saccagé et sa voûte s’effondre. Il est abandonné et jamais restauré.

### Saint-Symphorien

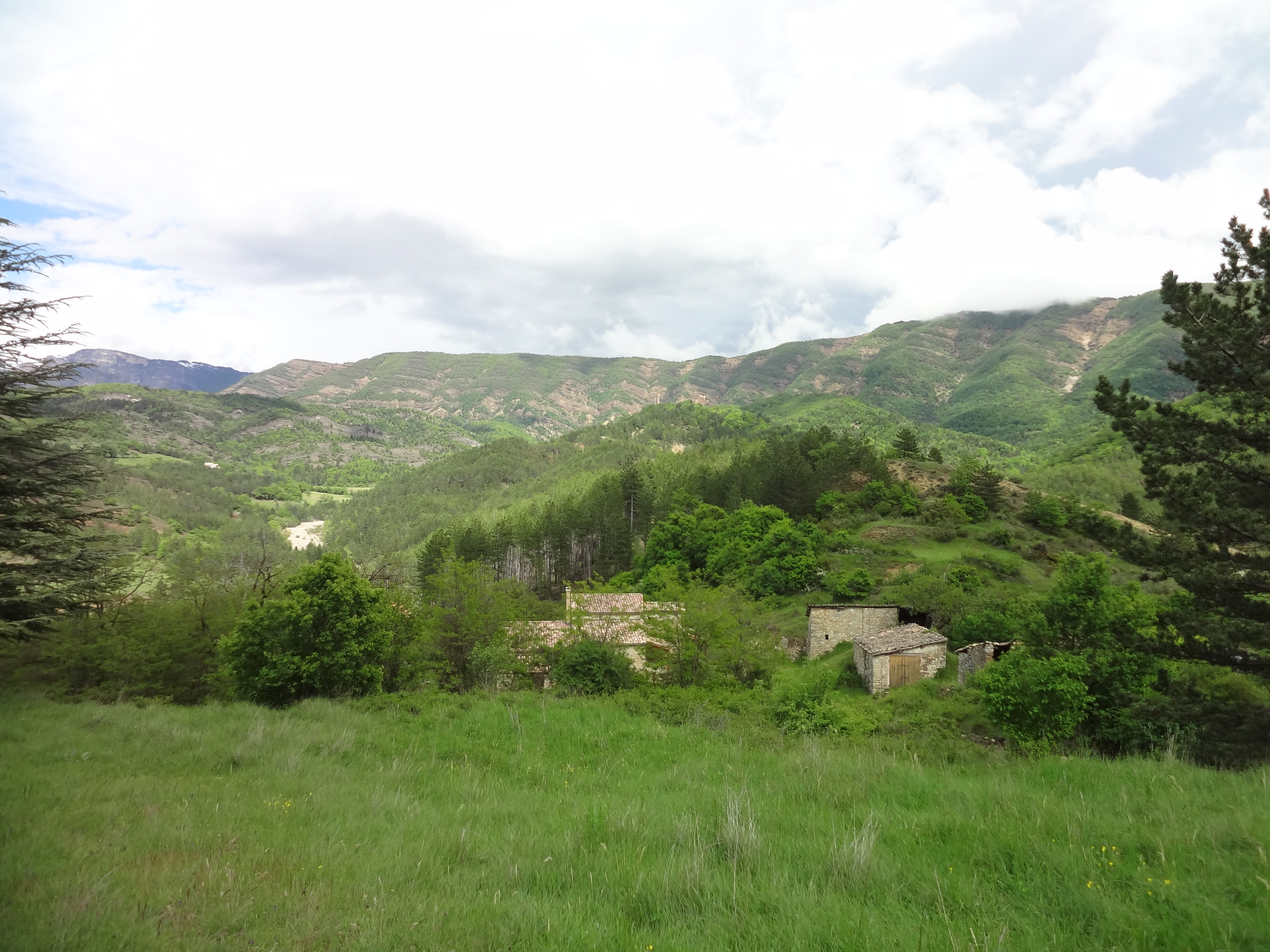
Quelques bâtiments de l’ancien village de Saint-Symphorien.

La communauté de Saint-Symphorien est citée au XIe, Sanctus Symphorianus. Au Moyen Âge, l’église Saint-Symphorien dépendait de l’abbaye de Chardavon (actuellement dans la commune de Saint-Geniez), abbaye qui percevait les revenus attachés à cette église. Le prieuré Saint-Gervais était dans la même situation. Le château et le fief appartenaient à la famille Rodulph, puis passa aux Oraison du XVe au XVIe siècle, puis aux Valbelle jusqu’à la Révolution.
La mort de la reine Jeanne Ire ouvre une crise de succession à la tête du comté de Provence, les villes de l’Union d'Aix (1382-1387) soutenant Charles de Duras contre Louis Ier d'Anjou. La communauté de Saint-Symphorien se rallie au parti angevin après la mort de celui-ci, la question de faire partie du domaine royal et donc relever d’un autre régime légal et fiscal, ayant vraisemblablement un rôle dans la décision de la communauté. En 1392, Raimond de Turenne détruit le château de Saint-Symphorien, qui était situé sur la colline appelée la Tour (à l'est du village). La peste noire et ces destructions dues aux routiers, dans le sillage de la guerre de Cent Ans, causent la disparition de la communauté de Saint-Symphorien. Alors qu’elle comptait 68 feux au dénombrement de 1315, elle est complètement désertée à celui de 1471. En 1765, elle comptait 223 habitants.
Durant la Révolution française, pour suivre le décret de la Convention du 25 vendémiaire an II invitant les communes ayant des noms pouvant rappeler les souvenirs de la royauté, de la féodalité ou des superstitions, à les remplacer par d'autres dénominations, la commune de Saint-Symphorien change de nom pour Pont-sur-Vanson.

### Vilhosc
Vilhosc est cité au XIe siècle, Vilioscum>. En 1471, la communauté de Vilhosc comptait 24 feux, et 202 habitants en 1765. Le fief de Vilhosc relevait de la famille des Brancas aux XVe et XVIe siècles, avant de passer aux Latil (XVIIe siècle), puis aux Valbelle.
Vilhosc était la seule des trois communautés à ne pas payer la queste aux comtes de Provence (puis à leurs successeurs, les rois de France) jusqu'à la Révolution, par privilège accordé par Alphonse Ier, comte de Provence et roi d'Aragon. Lors de la crise ouverte par la mort de la reine Jeanne Ire, Armand Barras, seigneur de Vilhosc, soutient Charles de Duras contre Louis Ier d'Anjou. Le ralliement de Sisteron à la cause angevine, en 1386, entraîne son changement d’engagement, et il prête hommage au jeune duc d’Anjou, Louis II, le 31 mars 1386.

### Époque contemporaine
En 1851, à la suite du coup d'État du 2 décembre de Louis-Napoléon Bonaparte, les pays de Sisteron, Forcalquier, Manosque développent une résistance pour défendre la République : 15 000 hommes prennent les armes. Les résistants prennent le contrôle de la préfecture à Digne, et forment un « Comité départemental de résistance ». Mais le soulèvement du département a lieu en retard du reste de la France : quand les premiers succès sont acquis, le coup d'État a déjà vaincu toute résistance ailleurs. Les défenseurs de la Deuxième République préfèrent se disperser. Après l’échec de l’insurrection, une sévère répression s’abat sur ceux qui se sont levés pour défendre la République, dont un habitant de Saint-Symphorien.

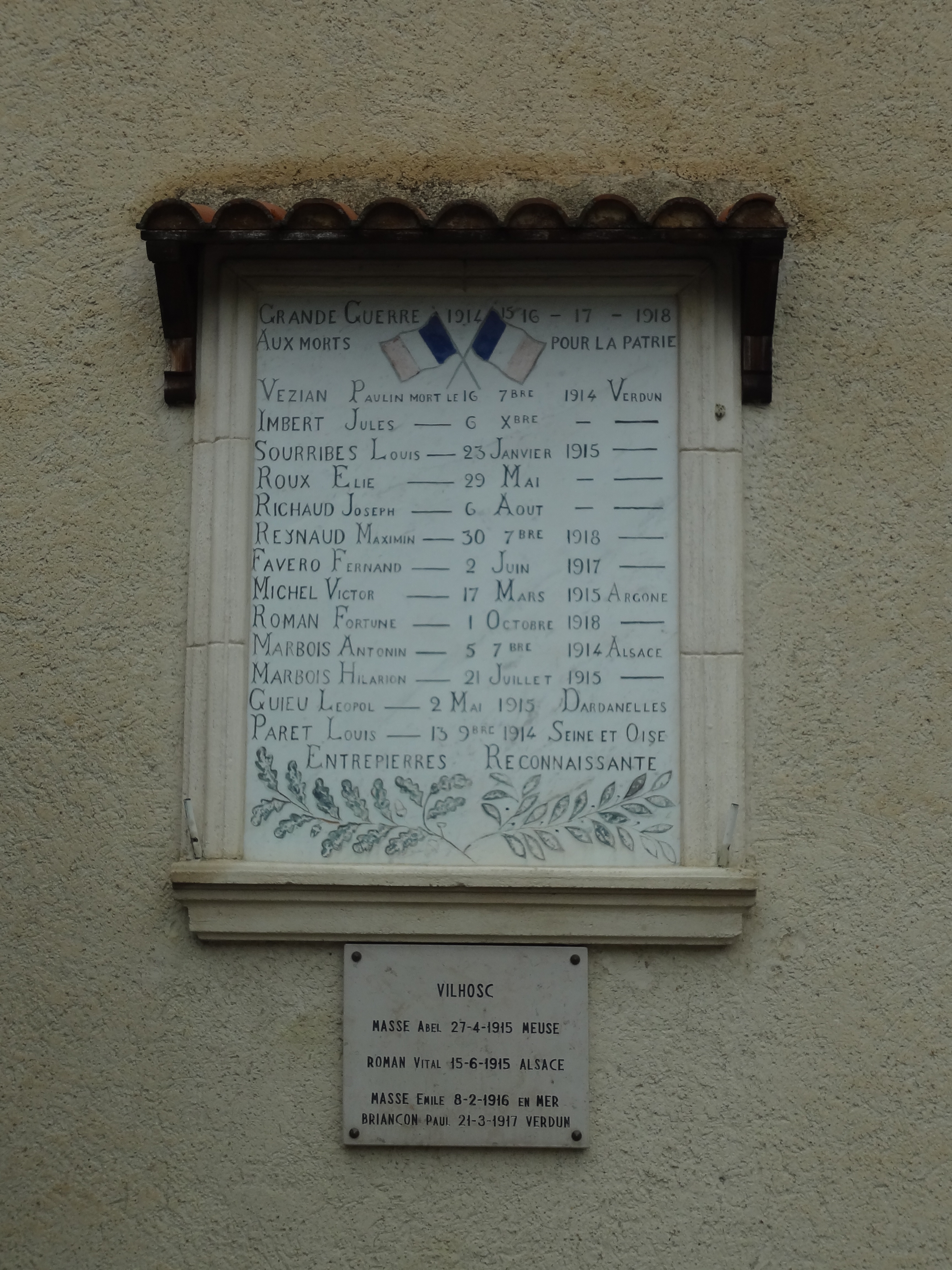
Les plaques commémoratives faisant office de monument aux morts pour Entrepierres et Vilhosc. Saint-Symphorien n’est pas représenté.

En 1863, Entrepierres et Saint-Symphorien dispensaient déjà une instruction primaire aux garçons : à Entrepierres, il y avait trois écoles (au village chef-lieu, à Mézien et aux Naux), et Saint-Symphorien en avait une seule. Vilhosc était dépourvu d’école
. Dans les trois communes, aucune instruction n’est donnée aux filles : ni la loi Falloux (1851) qui impose l’ouverture d’une école de filles aux communes de plus de 800 habitants, ni la première loi Duruy (1867), qui abaisse ce seuil à 500 habitants, ne les concernent,. Les subventions accordées par la deuxième loi Duruy (1877) permettent de construire une école neuve à Entrepierres et à Saint-Symphorien ; à Vilhosc, les subventions sont utilisées pour améliorer le bâtiment. Et ce n’est qu’avec les lois Ferry que les petites filles de trois communes sont scolarisées.
Les trois communes subissent un important exode rural des années 1850 à 1968. Elles sont également touchée par les épisodes mortels régionaux ou nationaux : épidémies de choléra puis guerres mondiales (hommes morts au front durant la Première Guerre mondiale). Durant la Seconde Guerre mondiale, le département est occupé par l'Italie de novembre 1942 à septembre 1943, puis par l'Allemagne nazie jusqu'en août 1944. À cette date, la ville voisine de Sisteron est bombardée par les alliés dans le cadre du débarquement de Provence, puis libérée, ainsi qu'Entrepierres.
Jusqu’au milieu du XXe siècle, la vigne était cultivée à Entrepierres, Vilhosc et Saint-Symphorien. Le vignoble occupait une surface de 67 hectares, essentiellement détenue par des habitants de Sisteron. Il produisait un vin destiné en partie à l’autoconsommation, mais surtout au marché de Sisteron. Cette culture est aujourd’hui abandonnée.
En 1975, les communes d'Entrepierres, Vilhosc et Saint-Symphorien sont regroupées.

### Légende
Une ancienne légende raconte que le partage des fiefs de la vallée du Haut-Vançon s’est fait sur le pointu de Serette. Quatre seigneurs ont écarté les bras en se tournant le dos, ce qui était contenu entre leurs bras devenait leur fief. Les fiefs d’Entrepierres, Vilhosc, Saint-Geniez et Authon naquirent ainsi.

## Politique et administration

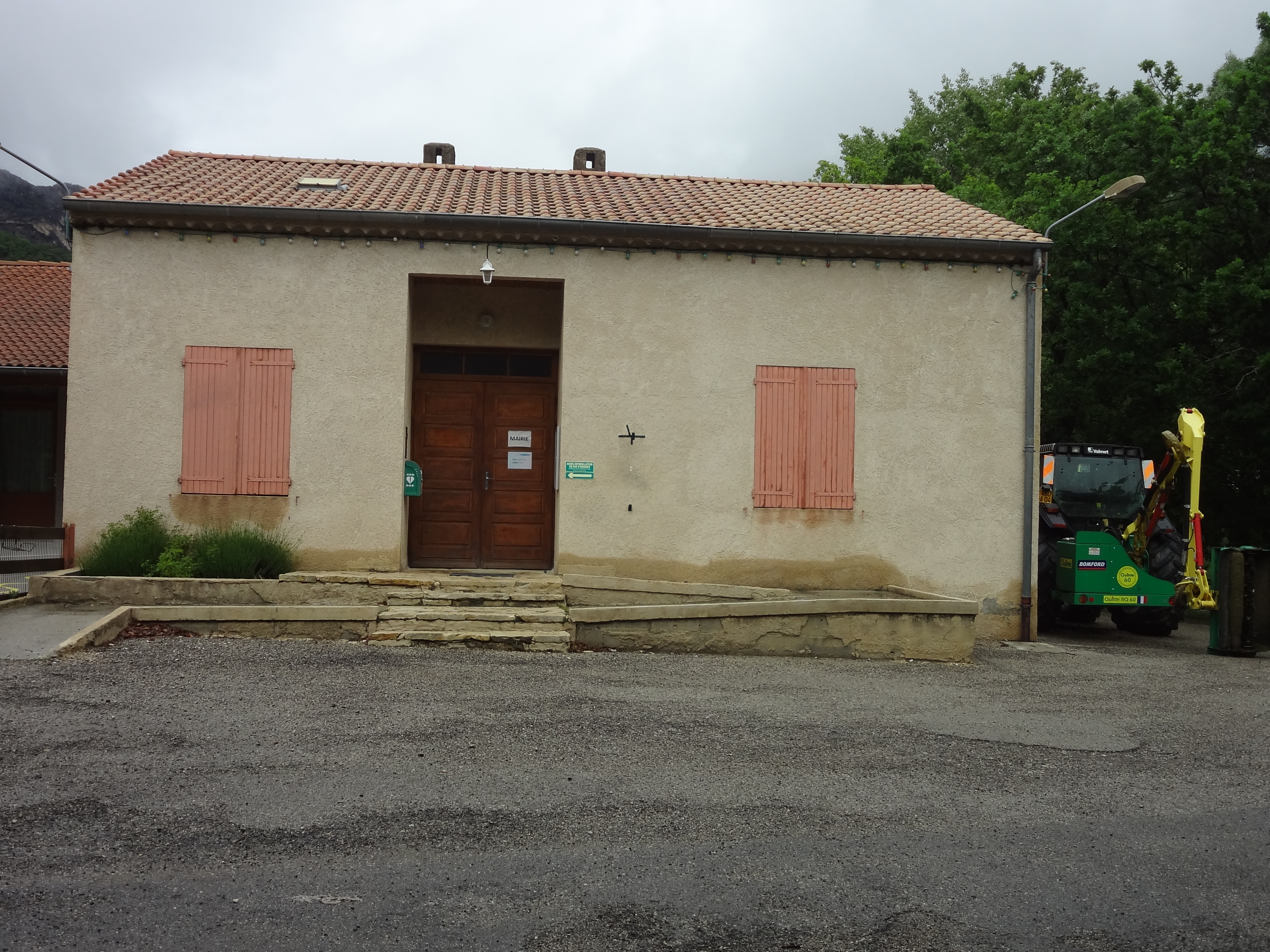
La mairie.

### Administration municipale
De par sa taille, la commune dispose d'un conseil municipal de 11 membres (article L2121-2 du Code général des collectivités territoriales). Lors du scrutin de 2008 il y eut deux tours (sept élus au premier tour et quatre au second) Michel Maillard a été élu conseiller municipal au premier tour avec le quatrième total de 133 voix soit 55,42 % des suffrages exprimés. La participation a été de 89,55 %. Il a ensuite été nommé maire par le conseil municipal.

### Liste des maires
L'élection du maire est la grande innovation de la Révolution de 1789. De 1790 à 1795, les maires sont élus au suffrage censitaire pour 2 ans. De 1795 à 1800, il n’y a pas de maires, la commune se contente de désigner un agent municipal qui est délégué à la municipalité de canton.
En 1799-1800, le Consulat revient sur l'élection des maires, qui sont désormais nommés par le pouvoir central. Ce système est conservé par les régimes suivants, à l'exception de la Deuxième République (1848-1851). Après avoir conservé le système autoritaire, la Troisième République libéralise par la loi du 5 avril 1884 l'administration des communes : le conseil municipal, élu au suffrage universel, élit le maire en son sein.
| Période                                  | Période                       | Identité            | Étiquette | Qualité              |
| ---------------------------------------- | ----------------------------- | ------------------- | --------- | -------------------- |
| mai 1945                                 | mars 1959                     | Henri Paret         |           |                      |
| mars 1959                                | 1983                          | Henri Moullet       |           |                      |
| mars 1983                                | mars 1995                     | Jean Luc Bonnaure   |           |                      |
| mars 1995                                | juin 1995                     | Jean Cheilan        |           |                      |
| juin 1995                                | mars 2008                     | Philippe Curti      |           |                      |
| mars 2008                                | 2014                          | Michel Maillard     |           |                      |
| avril 2014                               | décembre 2016                 | M. Dominique Carnel | DVD       | Cadre démissionnaire |
| 10 février 2017                          | En cours (au 21 février 2017) | Florence Cheilan    |           |                      |
| Les données manquantes sont à compléter. |                               |                     |           |                      |

### Intercommunalité
Entrepierres fait partie :
- de 2006 à 2017, de la communauté de communes du Sisteronais ;
- à partir du 1er janvier 2017, de la communauté de communes Sisteronais-Buëch.

### Instances administratives et juridiques
Entrepierres est une des quinze communes du canton de Sisteron, qui totalisait 12 622 habitants en 2012. Le canton a fait partie de l’arrondissement de Sisteron du 17 février 1800 au 10 septembre 1926, date de son rattachement à l'arrondissement de Forcalquier et de la deuxième circonscription des Alpes-de-Haute-Provence. Entrepierres fait partie du canton de Sisteron depuis 1801 après avoir fait partie du canton de Saint-Geniez de 1793 à 1801. Entrepierres fait partie de la juridiction d’instance et prud'homale de Manosque, et de grande instance de Digne-les-Bains.

### Fiscalité
| Taxe                                        | Part communale | Part intercommunale | Part départementale | Part régionale |
| ------------------------------------------- | -------------- | ------------------- | ------------------- | -------------- |
| Taxe d'habitation                           | 5,60 %         | 0,66 %              | 5,53 %              | 0,00 %         |
| Taxe foncière sur les propriétés bâties     | 14,27 %        | 1,94 %              | 14,49 %             | 2,36 %         |
| Taxe foncière sur les propriétés non bâties | 61,89 %        | 4,07 %              | 47,16 %             | 8,85 %         |
| Taxe professionnelle                        | 14,27 %        | 1,21 %              | 10,80 %             | 3,84 %         |

La part régionale de la taxe d'habitation n'est pas applicable.
La taxe professionnelle est remplacée en 2010 par la cotisation foncière des entreprises (CFE) portant sur la valeur locative des biens immobiliers et par la contribution sur la valeur ajoutée des entreprises (CVAE) (les deux formant la contribution économique territoriale (CET) qui est un impôt local instauré par la loi de finances pour 2010).

## Population et société

### Démographie

#### Entrepierres
L'évolution du nombre d'habitants est connue à travers les recensements de la population effectués dans la commune depuis 1765. Pour les communes de moins de 10 000 habitants, une enquête de recensement portant sur toute la population est réalisée tous les cinq ans, les populations de référence des années intermédiaires étant quant à elles estimées par interpolation ou extrapolation. Pour la commune, le premier recensement exhaustif entrant dans le cadre du nouveau dispositif a été réalisé en 2006.
En 2022, la commune comptait 409 habitants, en évolution de +7,63 % par rapport à 2016 (Alpes-de-Haute-Provence : +2,84 %, France hors Mayotte : +2,11 %).
| 1765 | 1793 | 1800 | 1806 | 1821 | 1831 | 1836 | 1841 | 1846 |
| ---- | ---- | ---- | ---- | ---- | ---- | ---- | ---- | ---- |
| 372  | 421  | 407  | 413  | 383  | 473  | 447  | 432  | 474  |

| 1851 | 1856 | 1861 | 1866 | 1872 | 1876 | 1881 | 1886 | 1891 |
| ---- | ---- | ---- | ---- | ---- | ---- | ---- | ---- | ---- |
| 452  | 439  | 414  | 422  | 397  | 367  | 373  | 346  | 352  |

| 1896 | 1901 | 1906 | 1911 | 1921 | 1926 | 1931 | 1936 | 1946 |
| ---- | ---- | ---- | ---- | ---- | ---- | ---- | ---- | ---- |
| 344  | 302  | 307  | 280  | 218  | 218  | 177  | 157  | 157  |

| 1954 | 1962 | 1968 | 1975 | 1982 | 1990 | 1999 | 2006 | 2011 |
| ---- | ---- | ---- | ---- | ---- | ---- | ---- | ---- | ---- |
| 136  | 106  | 80   | 136  | 163  | 205  | 312  | 379  | 390  |

| 2016 | 2021 | 2022 | - | - | - | - | - | - |
| ---- | ---- | ---- | - | - | - | - | - | - |
| 380  | 396  | 409  | - | - | - | - | - | - |

| 1315    | 1471     |
| ------- | -------- |
| 20 feux | inhabité |

L'histoire démographique d'Entrepierres, après la saignée des XIVe et XVe siècles et le long mouvement de croissance jusqu'au début du XIXe siècle, est marquée par une période d'« étale » où la population reste relativement stable à un niveau élevé. Cette période dure des années 1811 à 1866. L'exode rural provoque ensuite un mouvement de recul démographique de longue durée. En 1921, la commune a perdu plus de la moitié de sa population par rapport au maximum historique de 1846. Le mouvement de baisse se poursuit jusqu'aux années 1970 et la fusion avec Vilhosc et Saint-Symphorien (qui comptaient ensemble une trentaine d'habitants au dernier recensement avant la fusion). Depuis, le mouvement s'est inversé, avec une croissance forte et régulière qui a permis une multiplication de la population par cinq en quarante ans.

#### Saint-Symphorien
| 1315    | 1471     | 1765 | 1793 | 1800 | 1806 | 1821 | 1831 |
| ------- | -------- | ---- | ---- | ---- | ---- | ---- | ---- |
| 68 feux | inhabité | 223  | 233  | 154  | 151  | 201  | 213  |

| 1836 | 1841 | 1846 | 1851 | 1856 | 1861 | 1866 | 1872 |
| ---- | ---- | ---- | ---- | ---- | ---- | ---- | ---- |
| 213  | 172  | 167  | 180  | 175  | 167  | 154  | 155  |

| 1876 | 1881 | 1886 | 1891 | 1896 | 1901 | 1906 | 1911 |
| ---- | ---- | ---- | ---- | ---- | ---- | ---- | ---- |
| 139  | 128  | 136  | 101  | 76   | 56   | 58   | 57   |

| 1921 | 1926 | 1931 | 1936 | 1946 | 1954 | 1962 | 1968 |
| ---- | ---- | ---- | ---- | ---- | ---- | ---- | ---- |
| 16   | 14   | 18   | 7    | 6    | 4    | 2    | 6    |

Saint-Symphorien est encore plus touché par la crise des XIVe et XVe siècles, puisque la communauté est anéantie. Au XIXe siècle, la commune est elle aussi marquée par une période d'« étale », mais qui y dure peu de temps, de 1811 à 1836. L'exode rural est donc précoce à Saint-Symphorien. En 1891, la commune a déjà perdu plus de la moitié de sa population par rapport au maximum historique de 1836. Ce mouvement de baisse continue jusqu'à la désertification actuelle.

#### Vilhosc
| 1471    | 1765 | 1793 | 1800 | 1806 | 1821 | 1831 | 1836 |
| ------- | ---- | ---- | ---- | ---- | ---- | ---- | ---- |
| 24 feux | 202  | 261  | 248  | 229  | 254  | 255  | 307  |

| 1841 | 1846 | 1851 | 1856 | 1861 | 1866 | 1872 | 1876 |
| ---- | ---- | ---- | ---- | ---- | ---- | ---- | ---- |
| 307  | 292  | 304  | 253  | 242  | 219  | 205  | 189  |

| 1881 | 1886 | 1891 | 1896 | 1901 | 1906 | 1911 | 1921 |
| ---- | ---- | ---- | ---- | ---- | ---- | ---- | ---- |
| 173  | 170  | 160  | 157  | 146  | 142  | 92   | 82   |

| 1926 | 1931 | 1936 | 1946 | 1954 | 1962 | 1968 | - |
| ---- | ---- | ---- | ---- | ---- | ---- | ---- | - |
| 67   | 51   | 34   | 36   | 34   | 27   | 28   | - |

La période d'« étale » de Vilhosc dure de 1836 à 1856. L'exode rural est moins précoce qu'à Saint-Symphorien, mais plus rapide : en 1901, la commune a perdu plus de la moitié de sa population par rapport au maximum historique de 1836-1841. L'exode s'accélère même avant la Première Guerre mondiale, et continue jusqu'aux années 1960 et la fusion avec Entrepierres et Saint-Symphorien.

### Enseignement

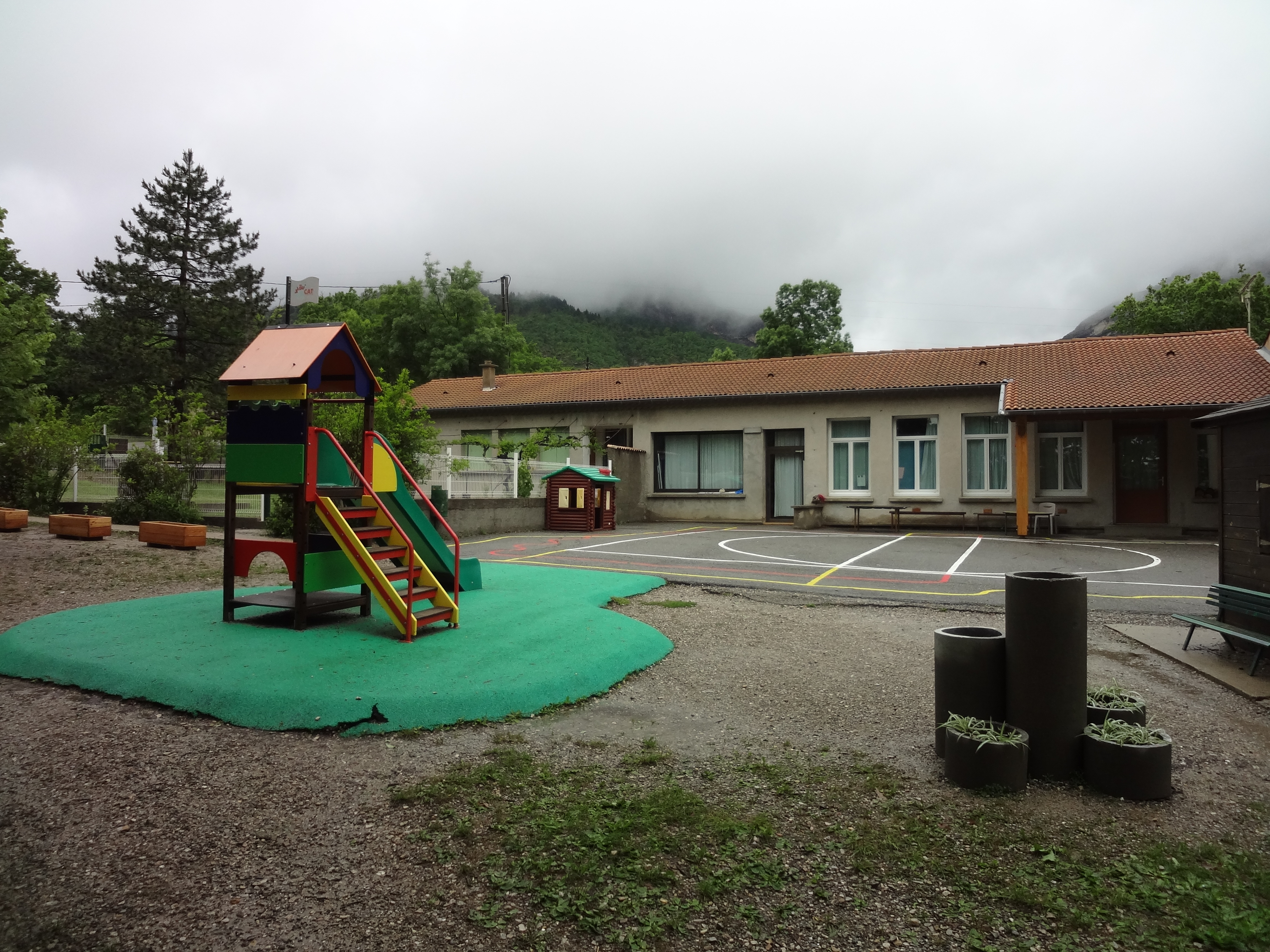
L'école.

La commune dispose d’une école primaire publique,. Ensuite, les élèves sont affectés au collège de la cité scolaire Paul-Arène à Sisteron,. Puis les élèves poursuivent au lycée de la cité scolaire Paul-Arène à Sisteron.

### Santé
Le Centre Hospitalier le plus proche est celui de Sisteron (Centre Hospitalier InterCommunal des Alpes du Sud - site de Sisteron).

### Cultes
Avant de faire partie du canton de Sisteron, Entrepierres faisait partie du diocèse de Gap et de la viguerie de Sisteron.

## Économie
Il existe un tourisme de montagne (randonnées, gîtes...), de l'agriculture (ferme d'élevage, vente directe).

### Aperçu général
En 2009, la population active s’élevait à 185 personnes, dont 16 chômeurs (22 fin 2011). Ces travailleurs sont majoritairement salariés (79 %) et travaillent majoritairement hors de la commune (79 %).

### Agriculture
Fin 2010, le secteur primaire (agriculture, sylviculture, pêche) comptait 24 établissements actifs au sens de l’Insee (exploitants non-professionnels inclus), soit près de la moitié des établissements de la commune, et un emploi salarié.
Le nombre d’exploitations professionnelles, selon l’enquête Agreste du ministère de l’Agriculture, est de onze en 2010. Il était de cinq en 2000, de vingt en 1988. Actuellement[Quand ?], ces exploitants sont essentiellement tournés vers les grandes cultures et l’arboriculture. Une ferme pédagogique, élevant dix races différentes d'ânes, est installée à Entrepierres depuis 2013. De 1988 à 2000, la surface agricole utile (SAU) a chuté, de 736 ha à 323 ha. Elle a ensuite légèrement augmenté lors de la dernière décennie, à 367 ha.
Les agriculteurs de la commune d'Entrepierres peuvent prétendre à trois labels appellation d'origine contrôlée (AOC) (dont le banon) et à neuf labels indication géographique protégée (IGP), dont les pommes des Alpes de Haute-Durance, le miel de Provence et l'agneau de Sisteron.
Parmi ces labels, ceux concernant le vin (alpes-de-haute-provence (IGP) blanc, rouge et rosé et VDP de Méditerranée blanc, rouge et rosé) ne sont pas utilisés, la vigne n’étant pas cultivée pour une production commerciale dans la commune.
Au contraire, la culture de l’olivier, pratiquée dans la commune depuis des siècles, s'est maintenue à Entrepierres, tout en étant limitée à des surfaces restreintes. Le terroir de la commune se situe en effet à la limite altitudinale de l’arbre, qui ne peut que difficilement être exploité au-delà des 650 mètres. Actuellement[Quand ?], l’oliveraie communale compte moins de 1 000 pieds. L’huile produite à partir des olives récoltées dans la commune bénéficie des AOC huile d’olive de Provence et huile d’olive de Haute-Provence.

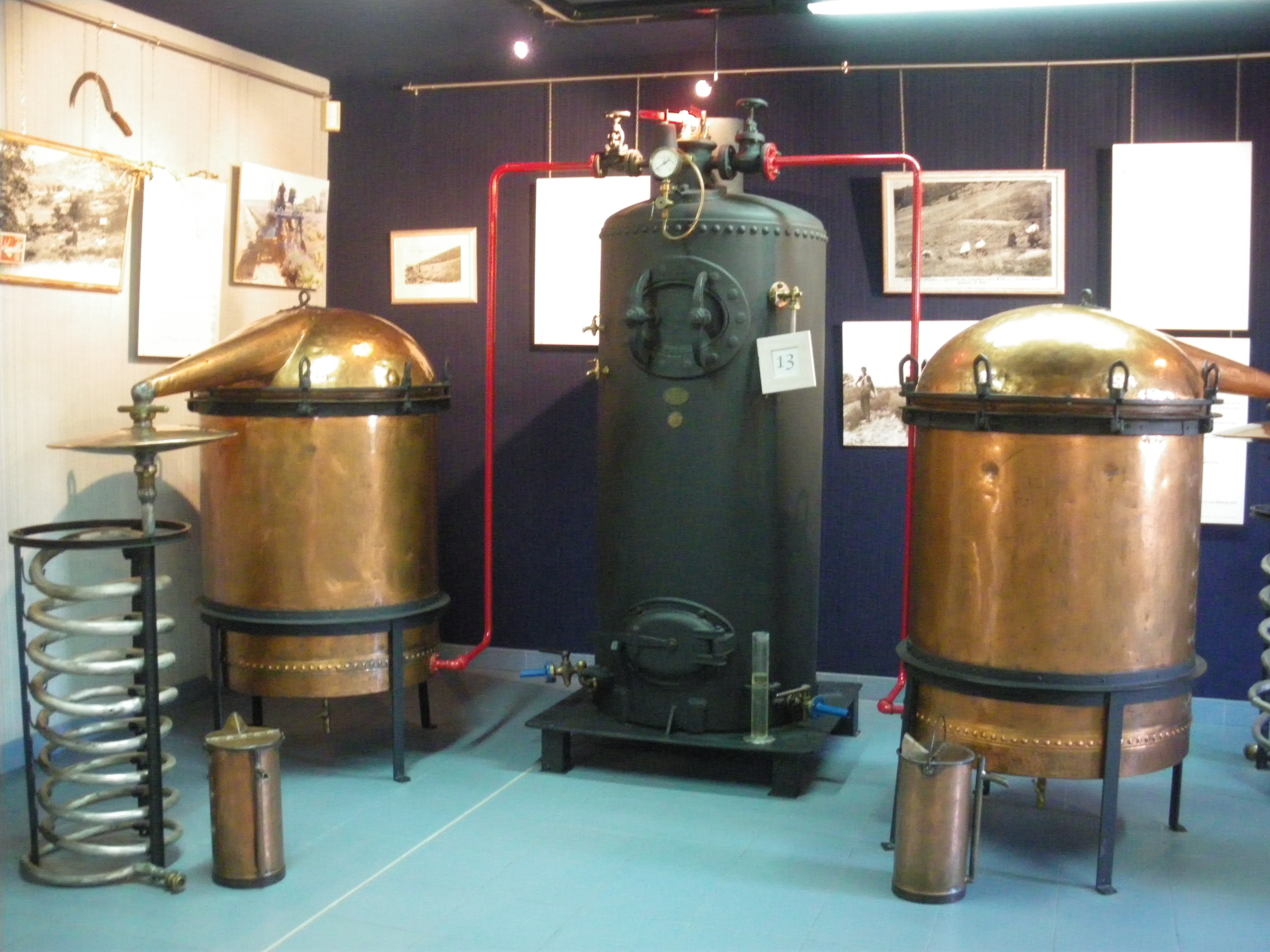
Alambics pour distiller la lavande.
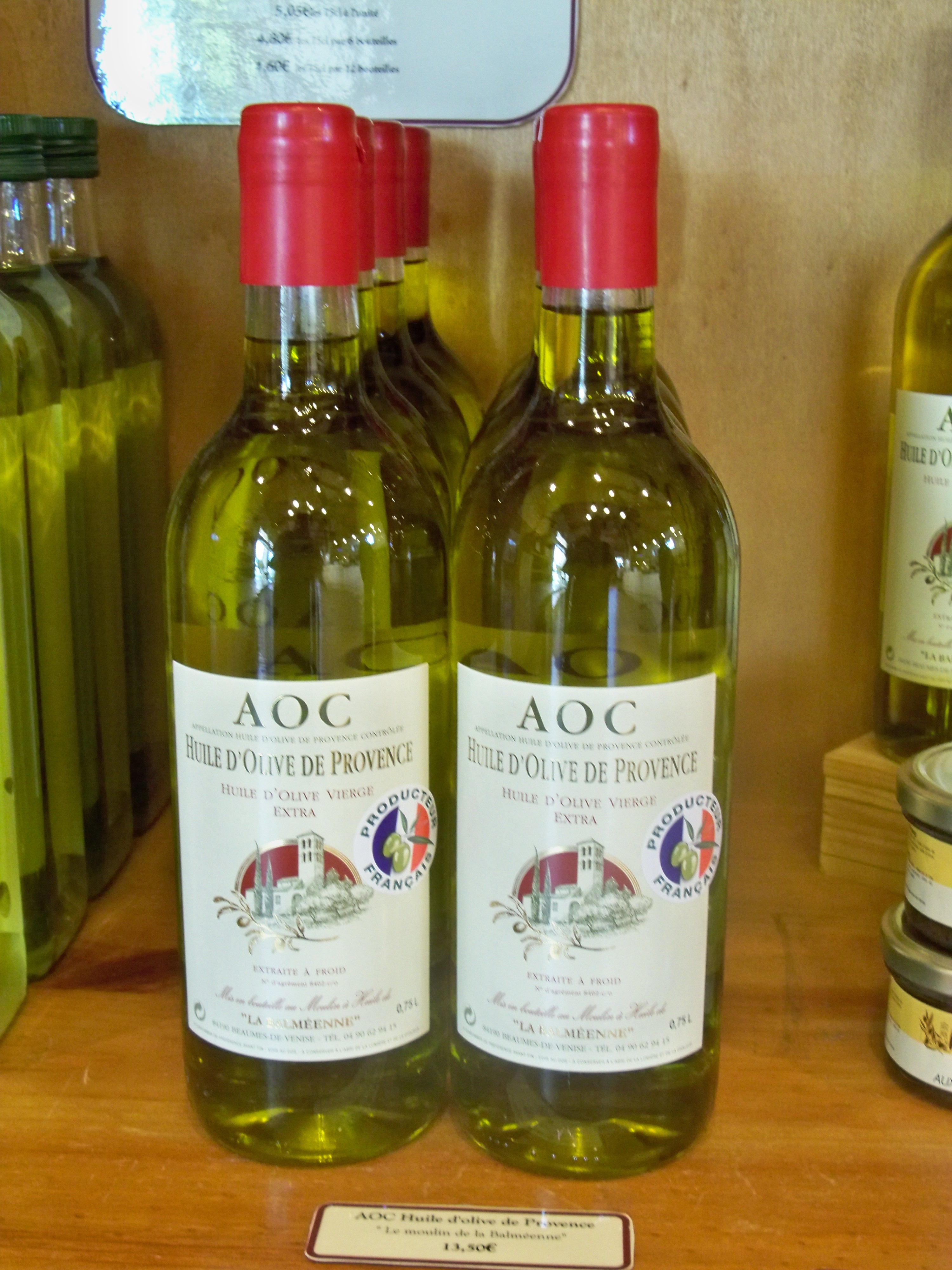
Huile de Provence AOC.
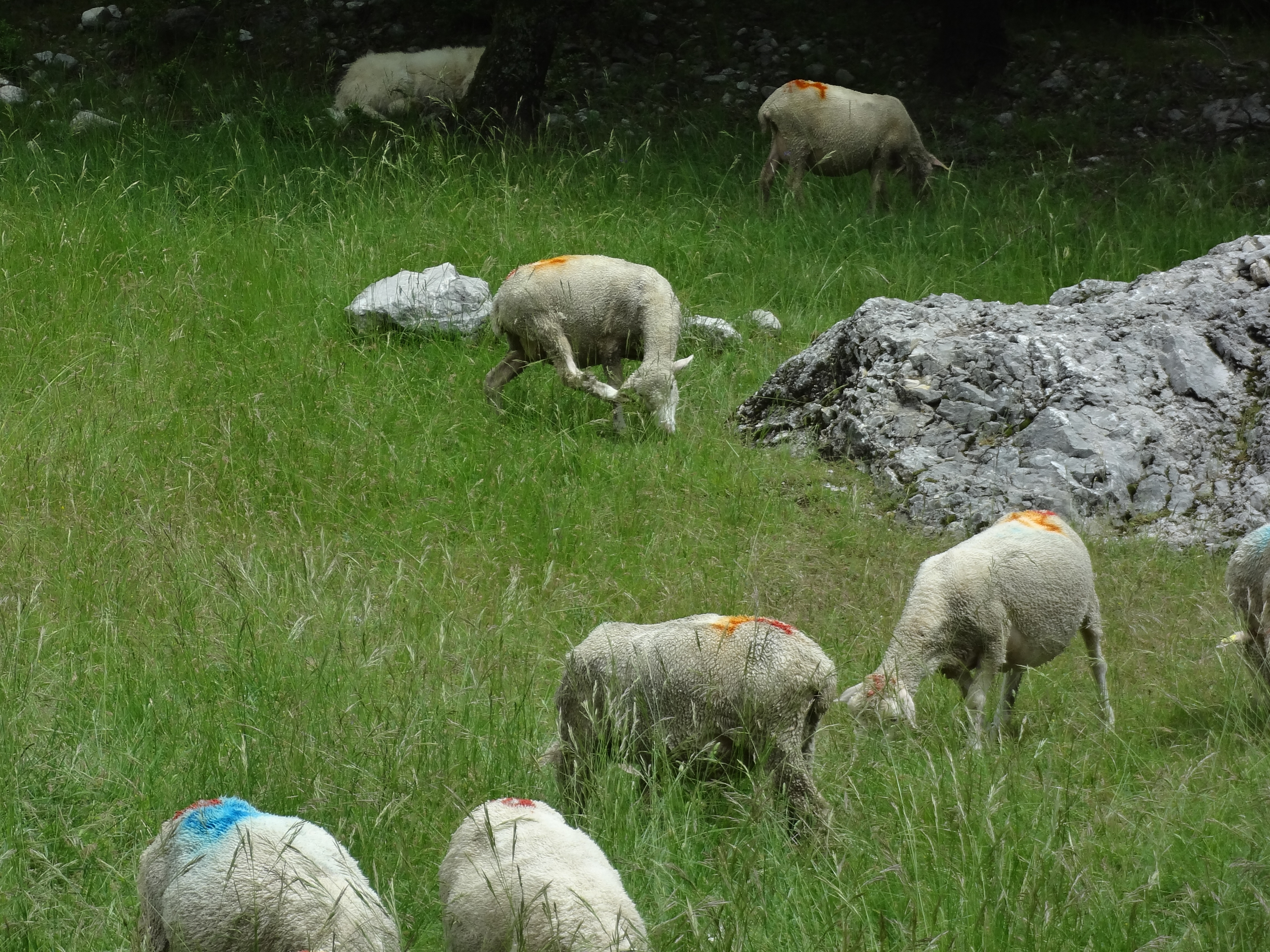
Moutons parqués à Entrepierres.
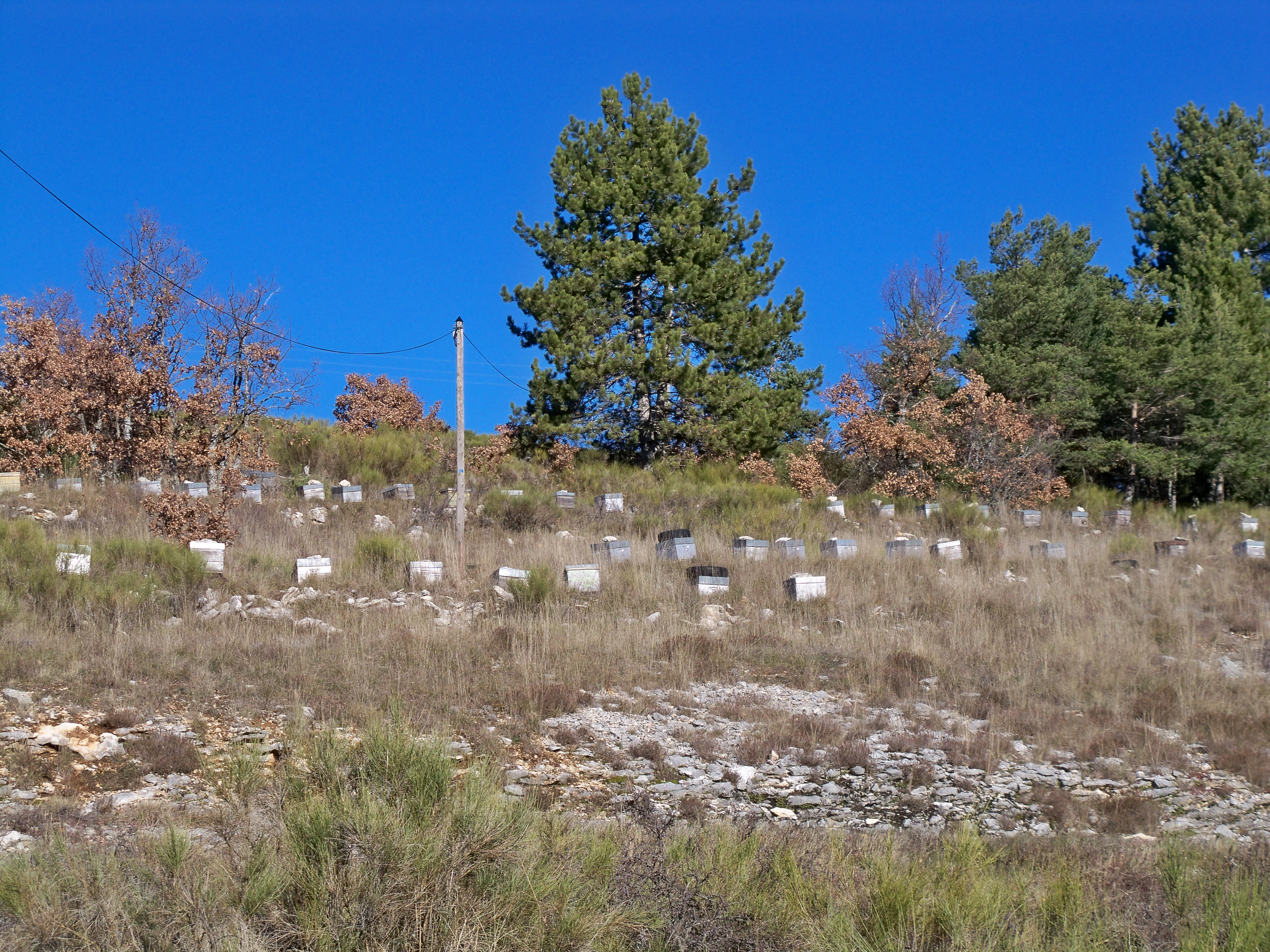
Ruches à la combe du Pommier.
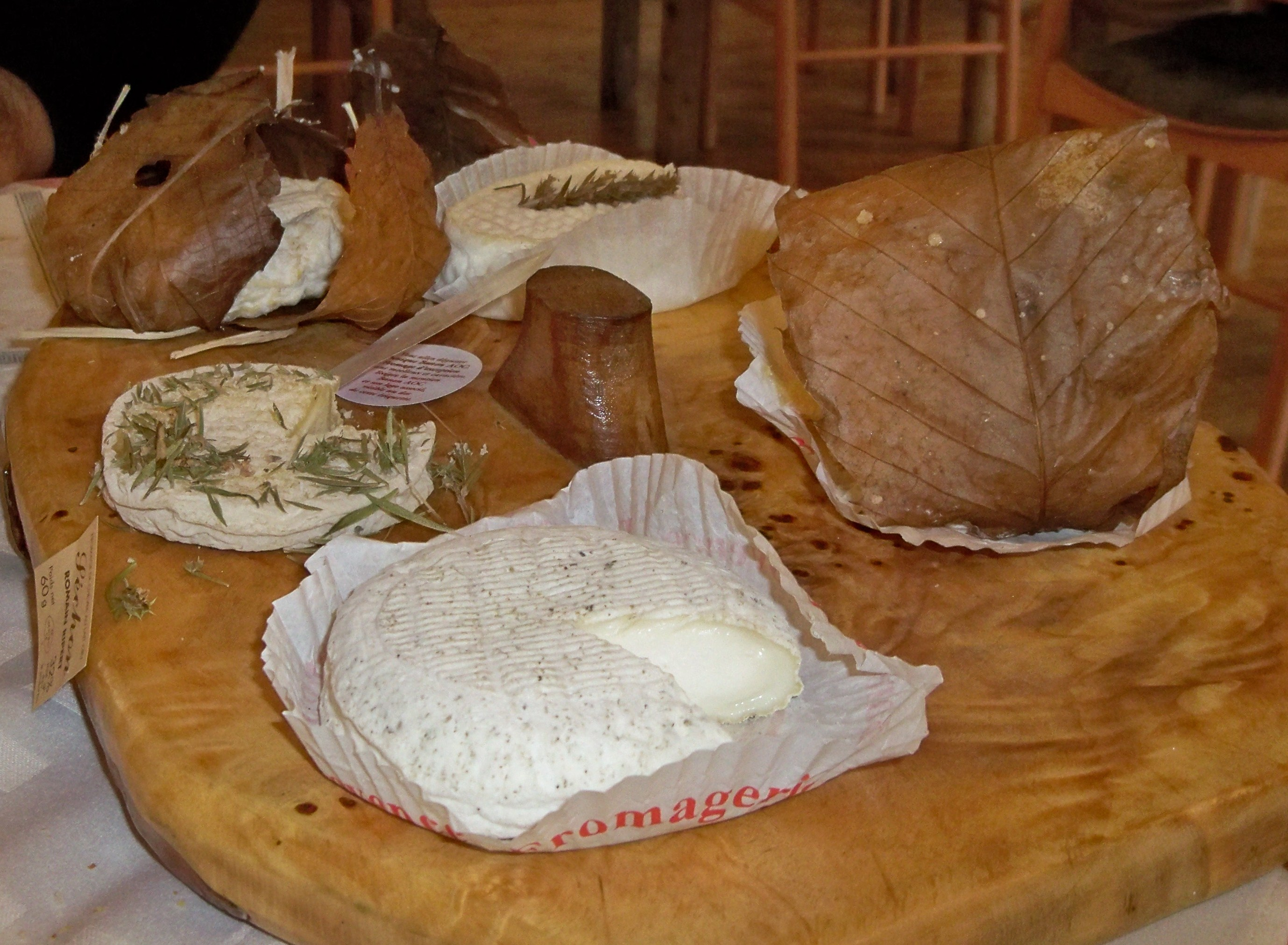
Plateau d'AOC banon dans un restaurant de Revest-du-Bion.

### Industrie
Fin 2010, le secteur secondaire (industrie et construction) comptait huit établissements, employant quatre salariés.

### Activités de service
Fin 2010, le secteur tertiaire (commerces, services) comptait 15 établissements (avec 11 emplois salariés), auxquels s’ajoutent les quatre établissements du secteur administratif (regroupé avec le secteur sanitaire et social et l’enseignement), salariant sept personnes.
D'après l’Observatoire départemental du tourisme, la fonction touristique est importante pour la commune, avec entre un et cinq touristes accueillis par habitant, l’essentiel de la capacité d'hébergement étant non-marchande. Plusieurs structures d’hébergement à finalité touristique existent dans la commune :
- un camping classé une étoile était encore en activité en 2007[84],[85] ;
- plusieurs meublés labellisés[86] et non-labellisés[87].

Les résidences secondaires apportent un complément à la capacité d’accueil : au nombre de 83, elles représentent un tiers des logements,.

## Lieux et monuments
Les rochers de Saint-Michel surplombent le Riou et le village.
Le pont dit de la reine Jeanne (faisant référence à la reine Jeanne) se situe sur le Vançon, entre les anciennes communes de Vilhosc et de Saint-Symphorien. En dos-d’âne, son arche mesure 10 m de diamètre, et soutient une chaussée large de 2,17 m ; il date du XVIIe ou du XVIIIe siècle, inscrit à l’inventaire supplémentaire des monuments historiques.
Il existe des vestiges d’un four à plâtre aux Naux.

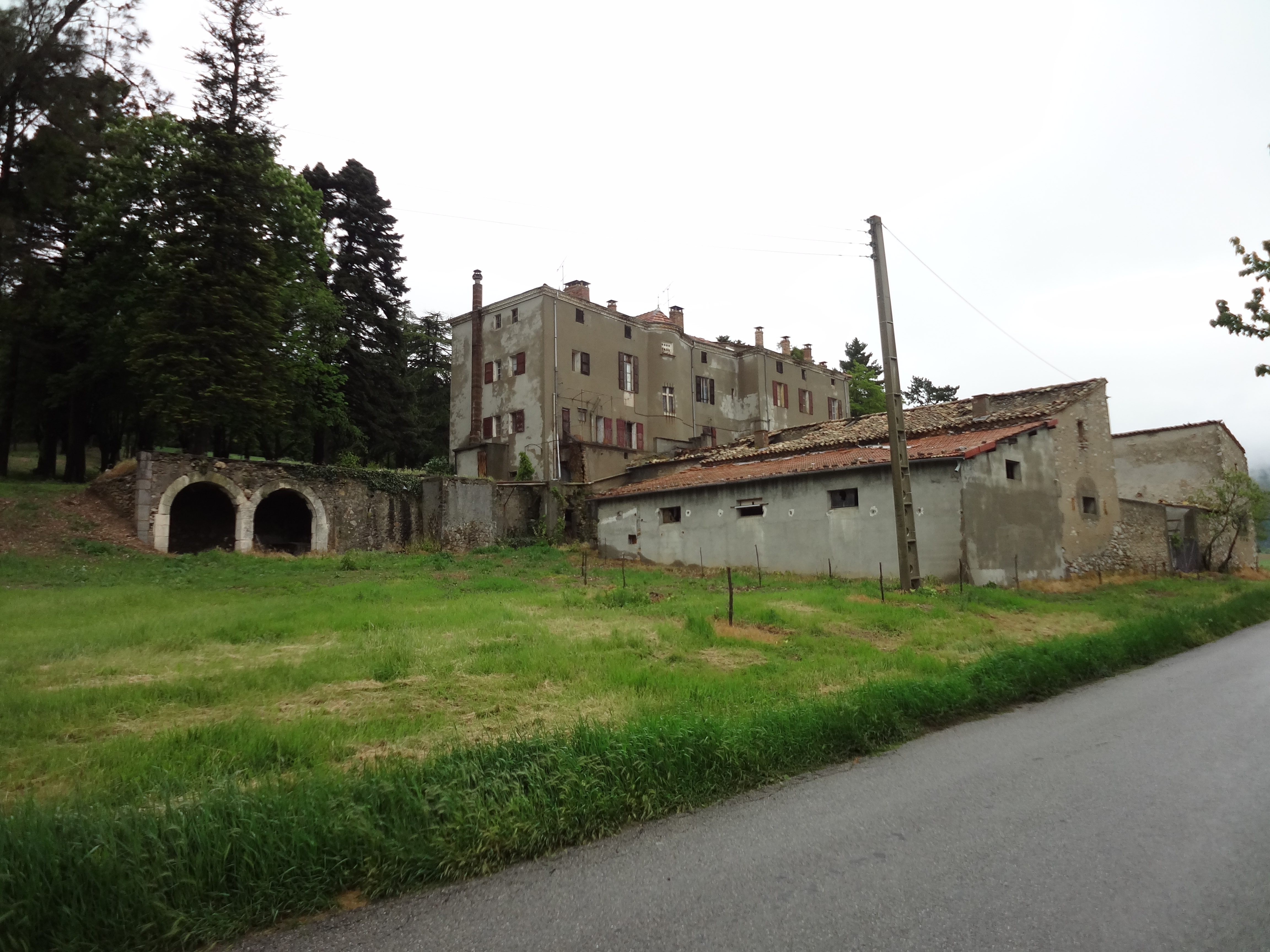
Le château de Briasc.

Le château de Briasc à Entrepierres est une demeure seigneuriale, avec imitation de tour par un renflement de la façade et fenêtre à meneau (XVIIe siècle). Des ruines du château de Roche sont présentes à Vilhosc.
La baume du Trou de l’Argent possède une inscription gravée dans une paroi de la grotte de Xavier Dechaux, qu’il laissa lorsqu’il fut de passage sur la commune, à l’été 1865. Il a également laissé des inscriptions sur la montagne de Gache.

### Art religieux
On compte trois églises sur la commune : l'église Saint-Marc à Entrepierres (tour du clocher-porche très fine), très austère et datée dans son état actuel du XVIIe siècle ; l'église Saint-Symphorien à Saint-Symphorien ; l'église Saint-Saturnin à Mézien, du XVIIe également. Cette dernière église, aujourd'hui désaffectée, a récemment été renforcée d’un arc-boutant et de contreforts de béton côté nord.
Le prieuré Saint-Gervais-et-Saint-Protais de Vihosc, sous une ferme, comprend une crypte classée monument historique,, à proximité de Dromon (milieu du XIe siècle selon Raymond Collier, entre la deuxième moitié du Xe et la première moitié du XIe selon la DRAC).
La chapelle Saint-Pierre de Naux, quelques kilomètres à l’est de Mézien, peut dater du début du XVIe siècle. Elle a été récemment restaurée.

Églises d’Entrepierres.
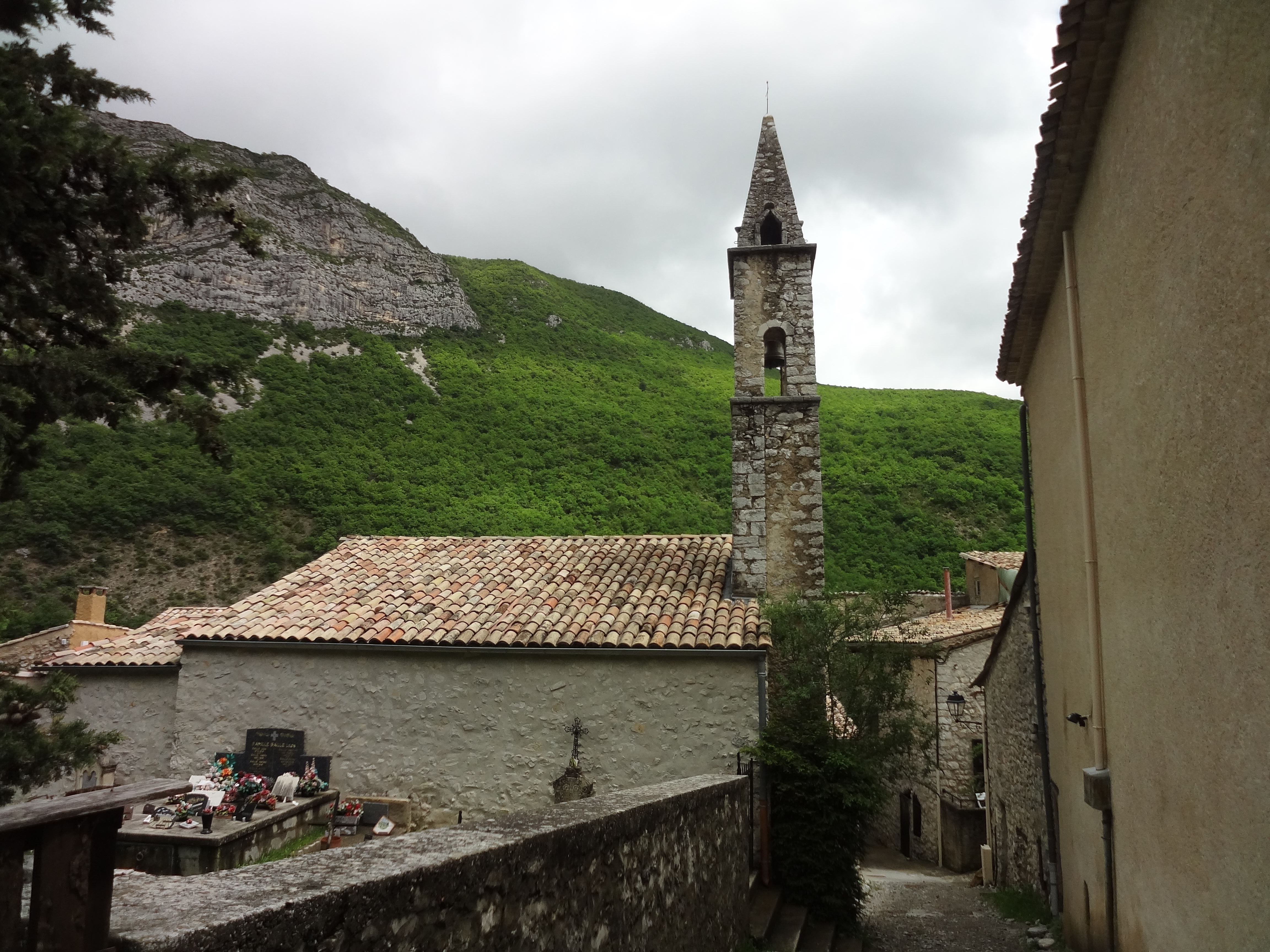
Église paroissiale Saint-Marc, au village d’Entrepierres.
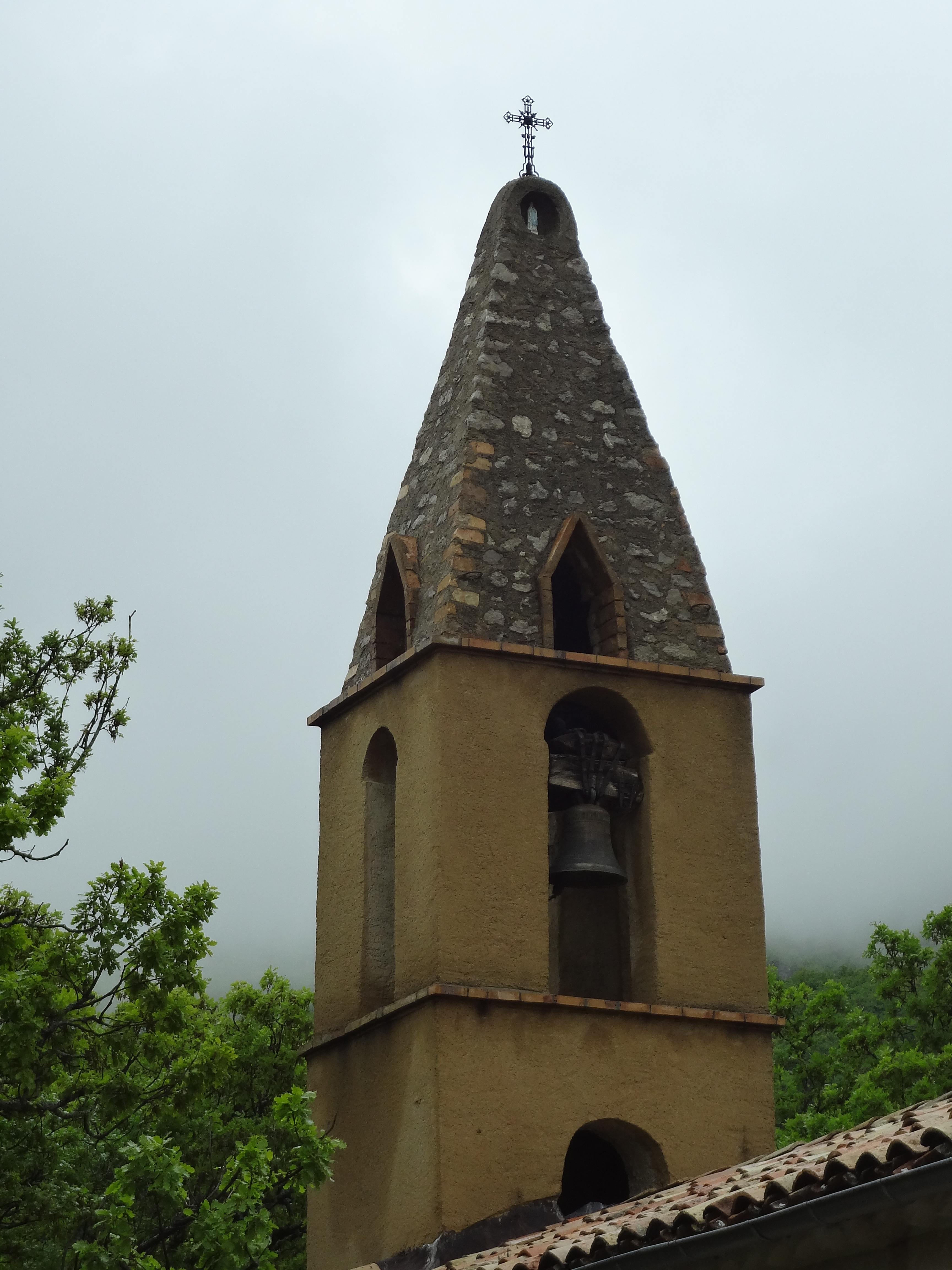
Clocher de l'église Saint-Saturnin de Mézien.
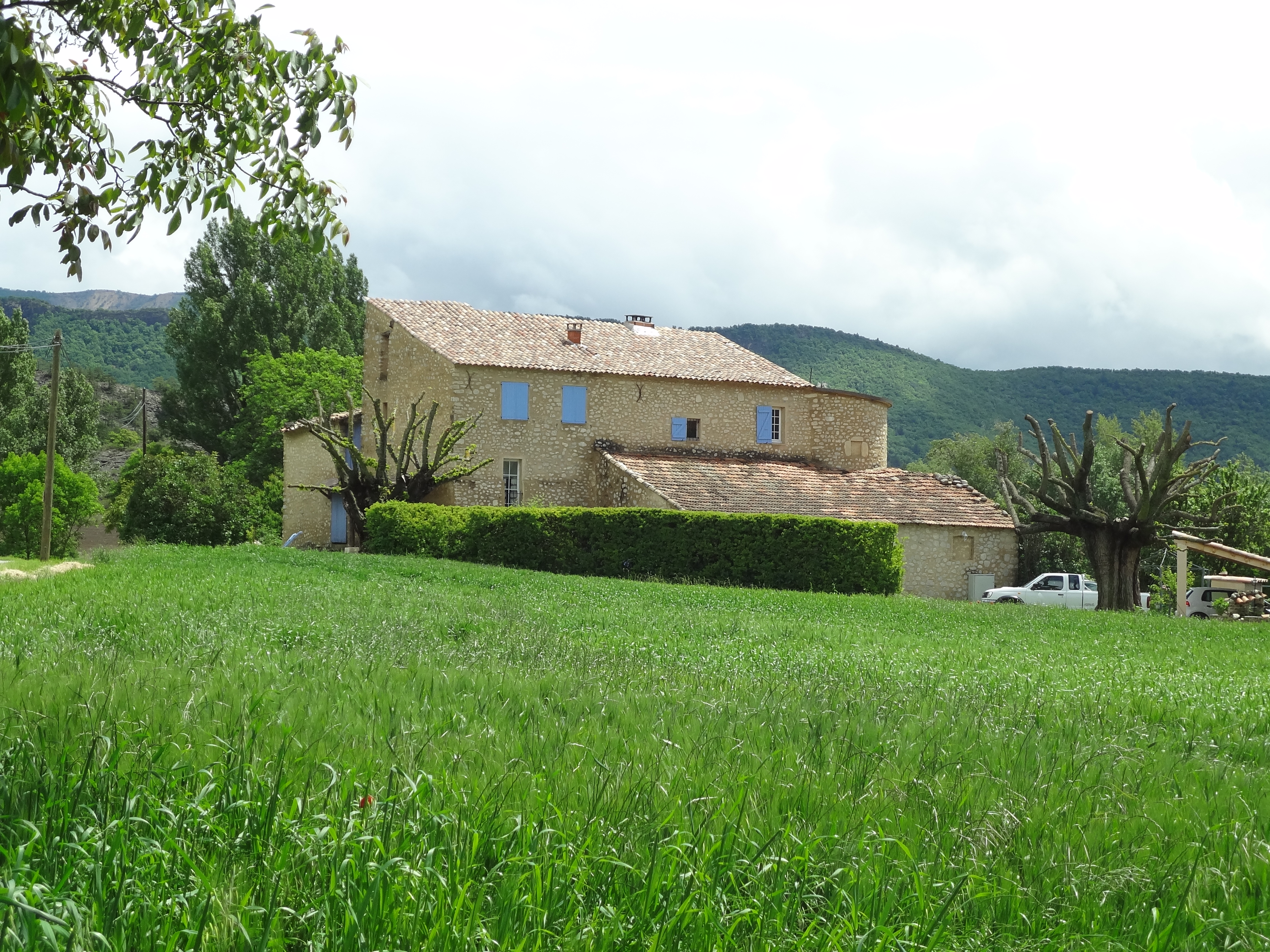
Prieuré Saint-Gervais-et-Saint-Protais (actuellement une ferme).
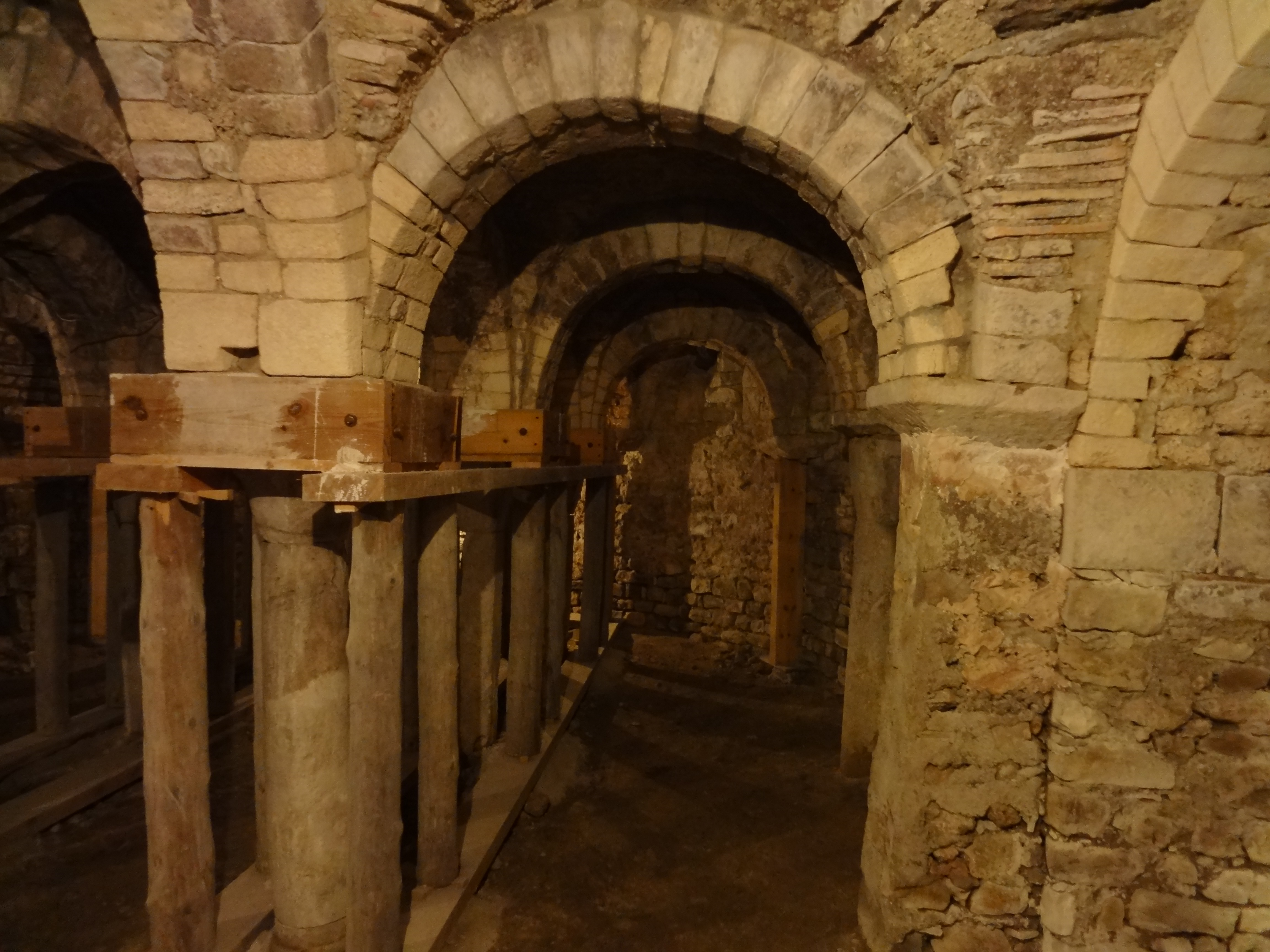
Crypte du prieuré Saint-Gervais-et-Saint-Protais à Vilhosc.
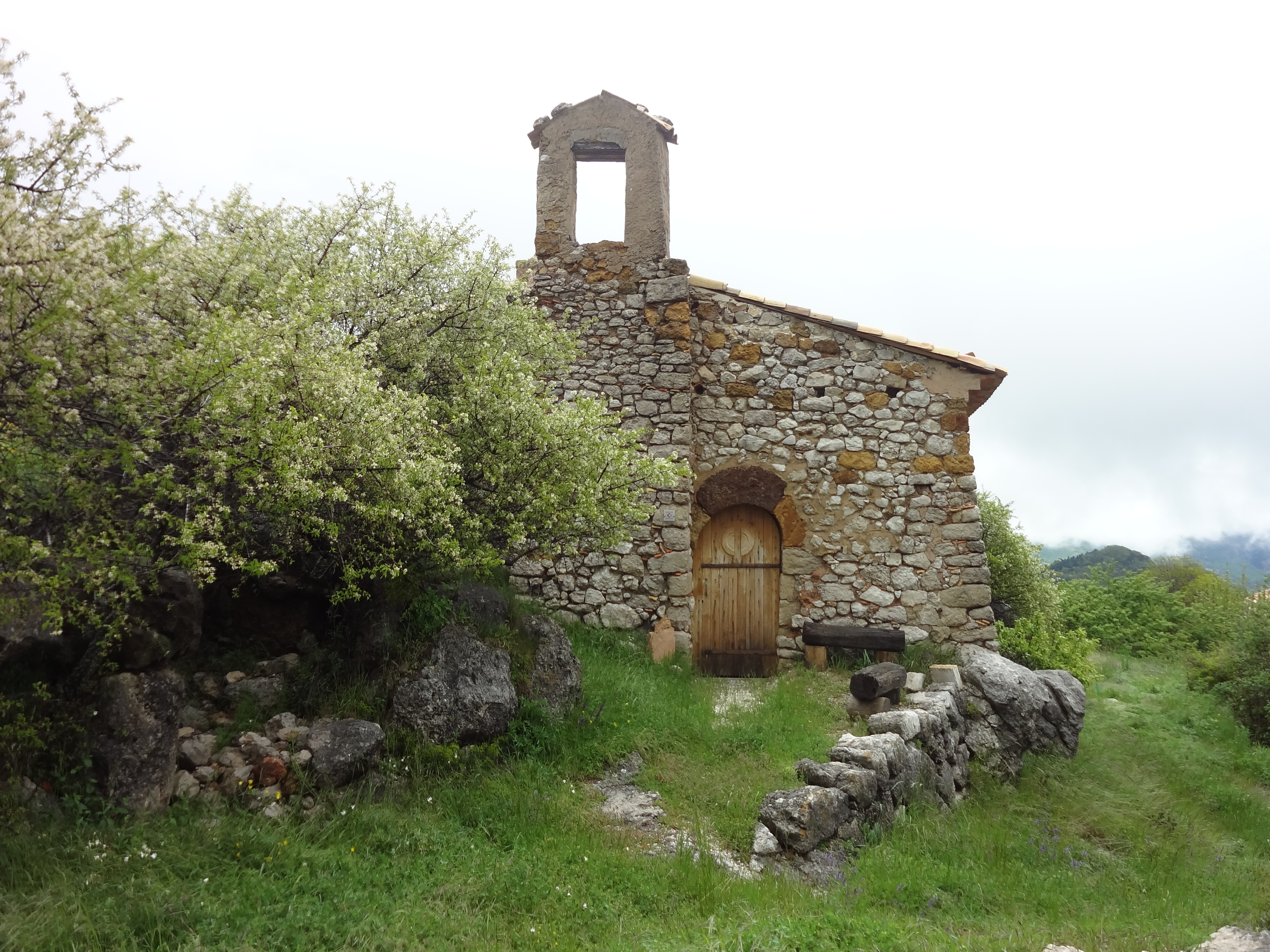
Chapelle Saint-Pierre au hameau des Nauds (vers 1 100 m d’altitude).
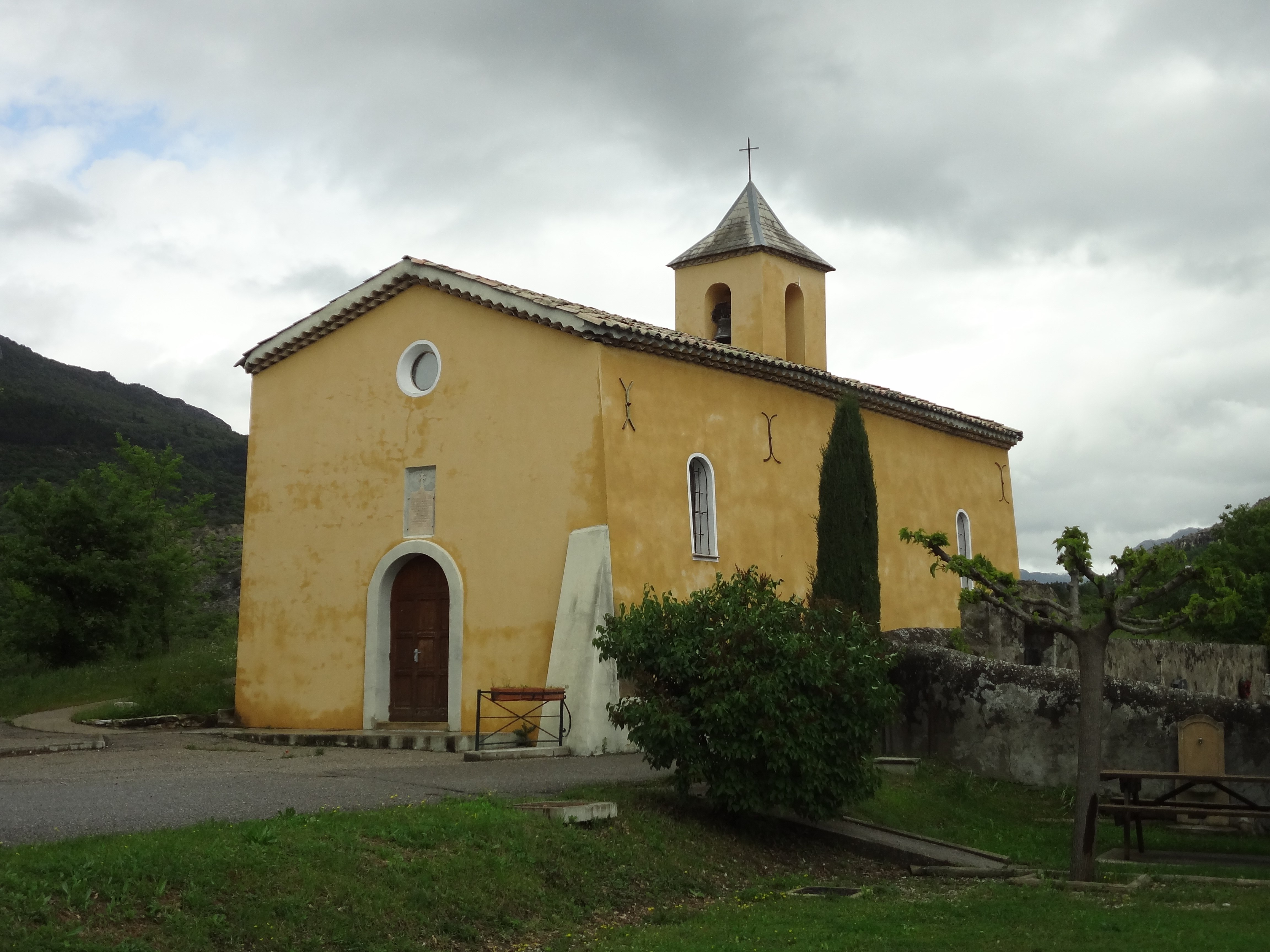
Ancienne église paroissiale de Vilhosc.

### Héraldique
| Blason d'Entrepierres | Blasonnement : De sinople à deux grands rochers d’argent mouvants l’un du flanc dextre, l’autre du sénestre d’un bourg composé d’une église et de plusieurs maisons aussi d’argent, essorées de sable, bâti au pied du rocher à sénestre et une rivière d’argent mouvant du rocher à dextre et coulant le long de ce bourg. |

## Personnalités liées à la commune
- Camille Reymond (1884-1967), député aux Assemblées constituantes de 1945-1946